# University of Oxford
Koordinaten: 51° 45′ 40″ N, 1° 15′ 12″ W
Die University of Oxford (rechtlich The Chancellor, Masters and Scholars of the University of Oxford), deutsch Universität Oxford, in Oxford im Vereinigten Königreich ist eine der ältesten und renommiertesten Universitäten der Welt. Die Universität ist gesetzlich als Körperschaft verfasst.
Sie ist die älteste Universität der englischsprachigen Welt und existiert nachweislich seit dem 12. Jahrhundert. Sie unterteilt sich in 39 Colleges und vier Permanent Private Halls. Alle Colleges sind selbstverwaltete Einrichtungen innerhalb der Universität, welche jeweils ihre eigene Mitgliedschaft, interne Strukturen und Aktivitäten kontrollieren.
Die Universität Oxford wird von den meisten internationalen und britischen Ranglisten zu den besten Hochschulen gezählt. Gemeinsam mit der Universität Cambridge und den Londoner Universitäten, Imperial College London, King’s College London, London School of Economics and Political Science und dem University College London, bildet die Universität Oxford das sogenannte Golden Triangle, eine Gruppe prestigeträchtiger britischer Traditionsuniversitäten. Sie ist Mitglied der britischen Russell-Gruppe forschender Universitäten.
Oxford hat eine stattliche Anzahl von bemerkenswerten Alumni hervorgebracht, darunter 30 Premierminister des Vereinigten Königreichs und zahlreiche internationale Staats- und Regierungschefs. Bis November 2019 haben 55 Nobelpreisträger, drei Fields-Medaillengewinner und sechs Turing-Preisträger an der Universität studiert oder gearbeitet. Alumni der Universität haben 160 olympische Medaillen gewonnen. Oxford ist die Heimat zahlreicher Stipendien, darunter das Rhodes-Stipendium, eines der ältesten internationalen Stipendienprogramme für Hochschulabsolventen.

## Geschichte

### Gründung

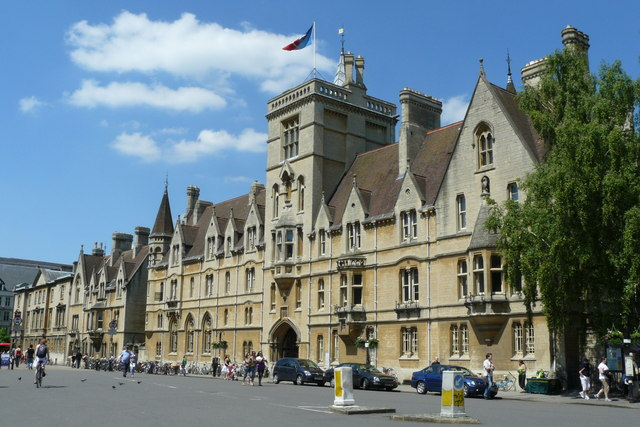
Balliol College – eines der ältesten konstituierenden Colleges der Universität

Die Universität von Oxford (lateinisch Universitas Oxoniensis) hat kein bekanntes Gründungsdatum. Die ältesten Anzeichen eines Lehrbetriebs in Oxford sind Briefe eines Schulmeisters, der um das Jahr 1096 dort zu lehren begann. Die Universität expandierte um 1167, da König Heinrich II. es Engländern verboten hatte, die Universität von Paris zu besuchen. Mit der Universität von Paris und der Universität Bologna gehört Oxford zu den ältesten Universitäten Europas. Der Historiker Giraldus Cambrensis hielt bereits 1188 Vorlesungen an der Universität und der erste ausländische Gelehrte, Emo von Wittewierum, traf 1190 in Oxford ein. Der Leiter der Universität trägt den Titel Chancellor (deutsch: Kanzler) seit mindestens 1201. Die Universität Oxford erhielt Royal Charter 1248 während der Regierungszeit von König Heinrich III. 

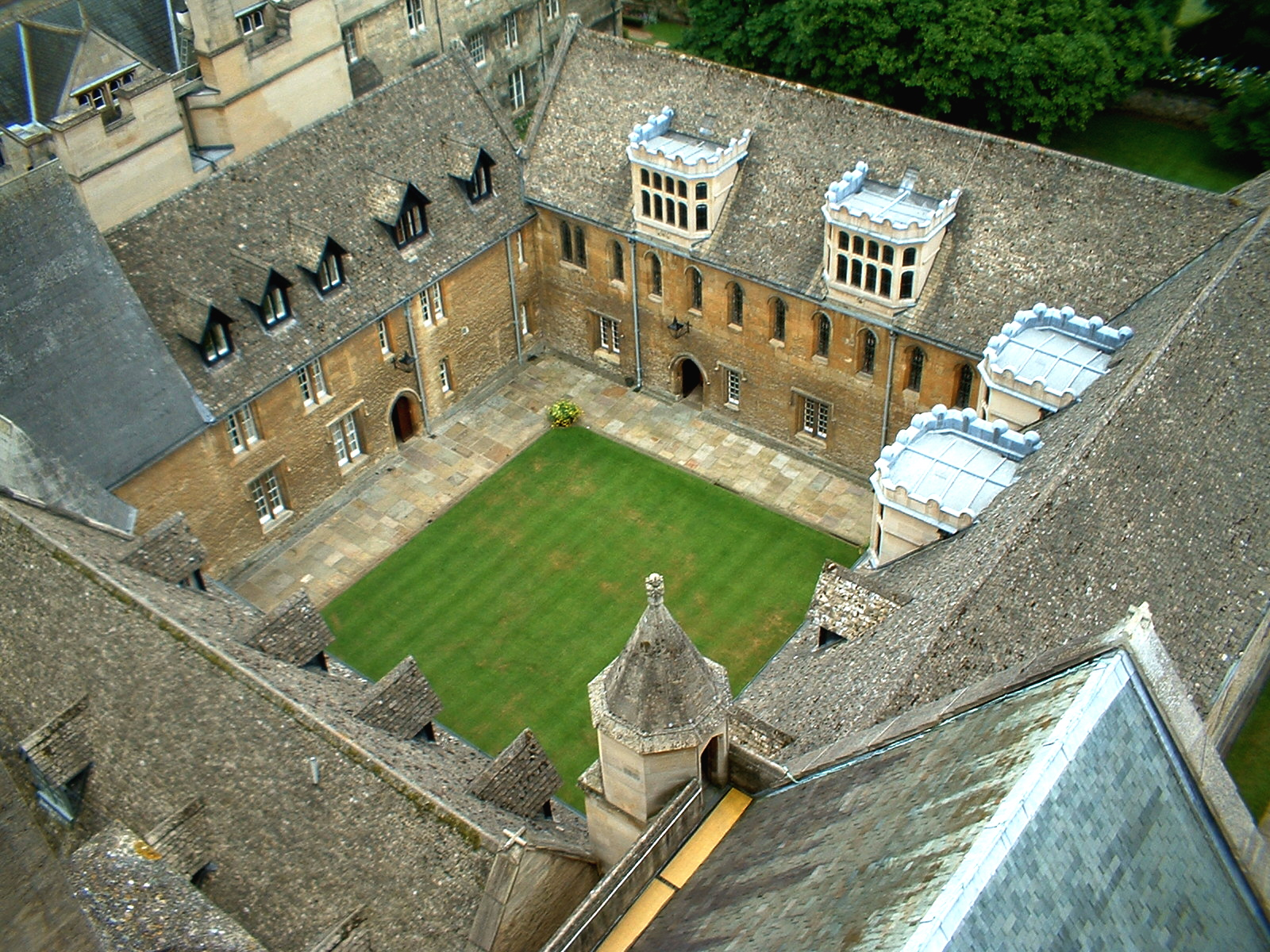
Mob Quad des Merton College – das älteste Geviert der Universität

Eines der ältesten Dokumente über die Universität moderierte ihre Wiederbelebung nach einem Zerwürfnis mit der Stadt und wurde von einem Legat des Papstes im Jahr 1214 verfasst. Anlass dieses Zerwürfnisses war eine Hinrichtung im Jahr 1208 oder 1209, weshalb einige Gelehrte nach Cambridge flohen und später die University of Cambridge gründeten. Seit der Entstehung der Universität Cambridge prägen diese beiden Universitäten, zusammenfassend auch Oxbridge genannt, das geistige Leben Großbritanniens.
Nachdem die Universität in den ersten knapp 100 Jahren ihres Bestehens stark gewachsen war und ihre Studenten, die damals bereits rund die Hälfte der Einwohner Oxfords ausmachten, Schwierigkeiten hatten, Unterkünfte zu finden sowie entsprechend abhängig von der Stadt waren, wurden im 13. Jahrhundert erste studentische Unterkünfte (Halls) errichtet, aus denen sich später die Colleges entwickelten, die auch eigene Lehrveranstaltungen anboten. 1413 wurde die Unterbringung in einer Hall oder einem College für Studenten verpflichtend; nicht zuletzt, um eine bessere Kontrolle über sie zu erhalten.
Studenten schlossen sich aufgrund ihrer geografischen Herkunft zu zwei Nationes zusammen, die den Norden (northerners oder Boreales, zu denen Engländer nördlich des River Trent und Schotten gehörten) und den Süden (southerners oder Australes, zu denen Engländer südlich des Flusses Trent, Iren und Waliser gehörten) repräsentierten. In späteren Jahrhunderten beeinflussten die geografische Herkunft weiterhin die Zugehörigkeit vieler Studenten, als die Mitgliedschaft in einem College oder einer Hall in Oxford üblich wurde. Darüber hinaus ließen sich Mitglieder vieler Orden Mitte des 13. Jahrhunderts in Oxford nieder, darunter Dominikaner, Franziskaner, Karmeliter und Augustiner, und unterhielten Unterkünfte oder Halls für Studenten. Etwa zur gleichen Zeit gründeten private Wohltäter Colleges als eigenständige Lehreinrichtungen. Zu den frühesten derartigen Wohltätern gehörten William of Durham, welcher 1249 das University College stiftete, und John Balliol, der Vater des zukünftigen schottischen Königs und Namenspatron des Balliol College. Walter of Merton, der spätere Bischof von Rochester, entwickelte eine Reihe von Vorschriften für das Leben am Merton College. Damit wurde es zum Vorbild für solche Einrichtungen in Oxford sowie an der University of Cambridge. Danach lebten immer mehr Studenten in Colleges und nicht in Halls und religiösen Häusern. 1355 ereignete sich der bis heute verheerendste Konflikt zwischen Studenten und Bürgern der Stadt.
In den Jahren 1333/1334 wurde ein Versuch einiger unzufriedener Gelehrten, eine neue Universität in Lincolnshire Stamford zu gründen, von den Universitäten Oxford und Cambridge blockiert. Danach durften bis in die 1820er Jahre keine neuen Universitäten in England gegründet werden. Dadurch hatten Oxford und Cambridge ein Duopol, welches für große westeuropäische Länder ungewöhnlich war.

### Renaissance

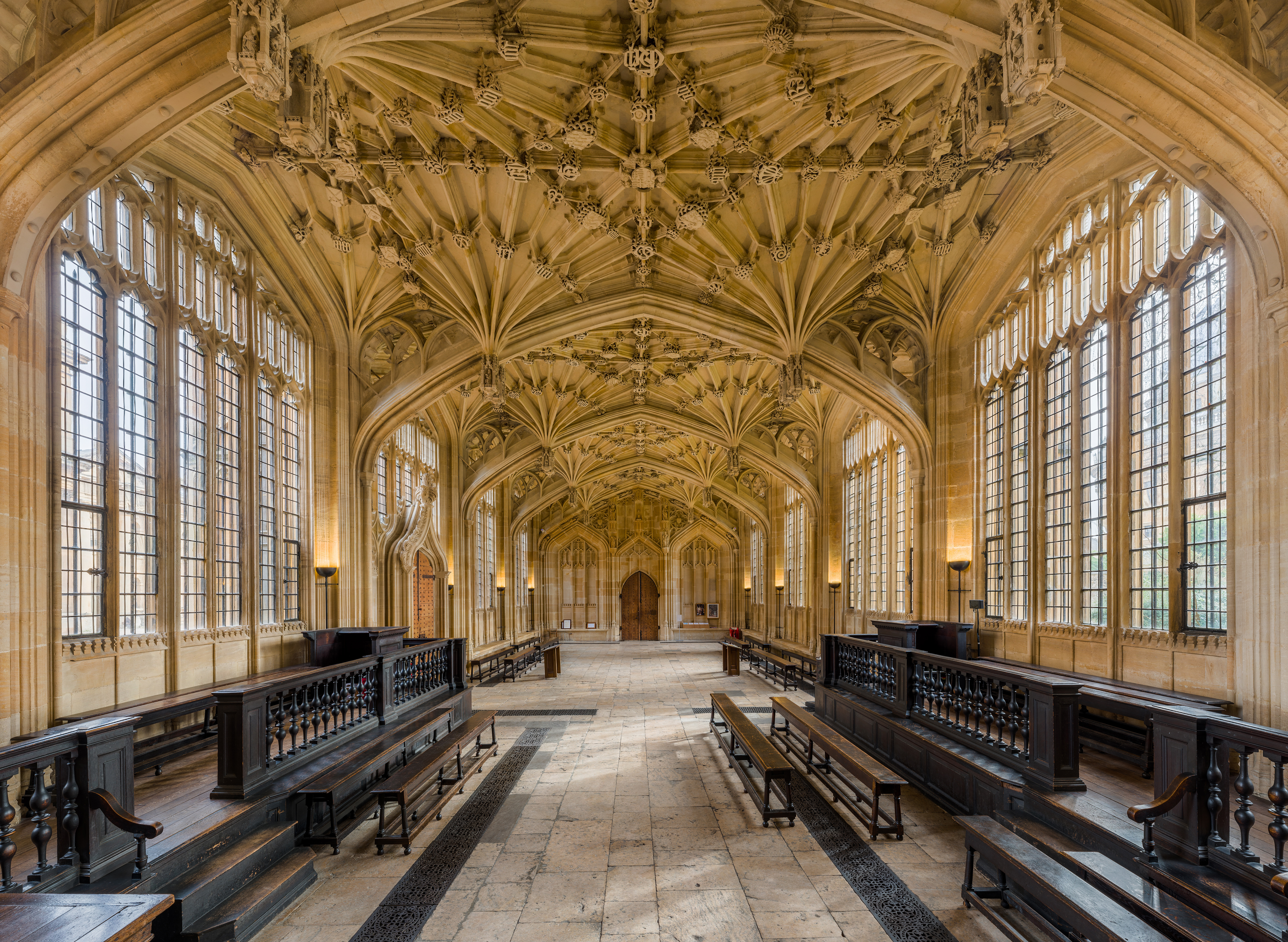
Divinity School – Das älteste, noch erhaltene, zweckgebaute Gebäude der Universität

Die Werte der Renaissance haben Oxford ab dem späten 15. Jahrhundert stark beeinflusst. Zu den Gelehrten dieser Zeit gehörten William Grocyn, der zur Wiederbelebung der griechischen Sprachwissenschaft beitrug, und John Colet, ein einflussreicher Bibelwissenschaftler.

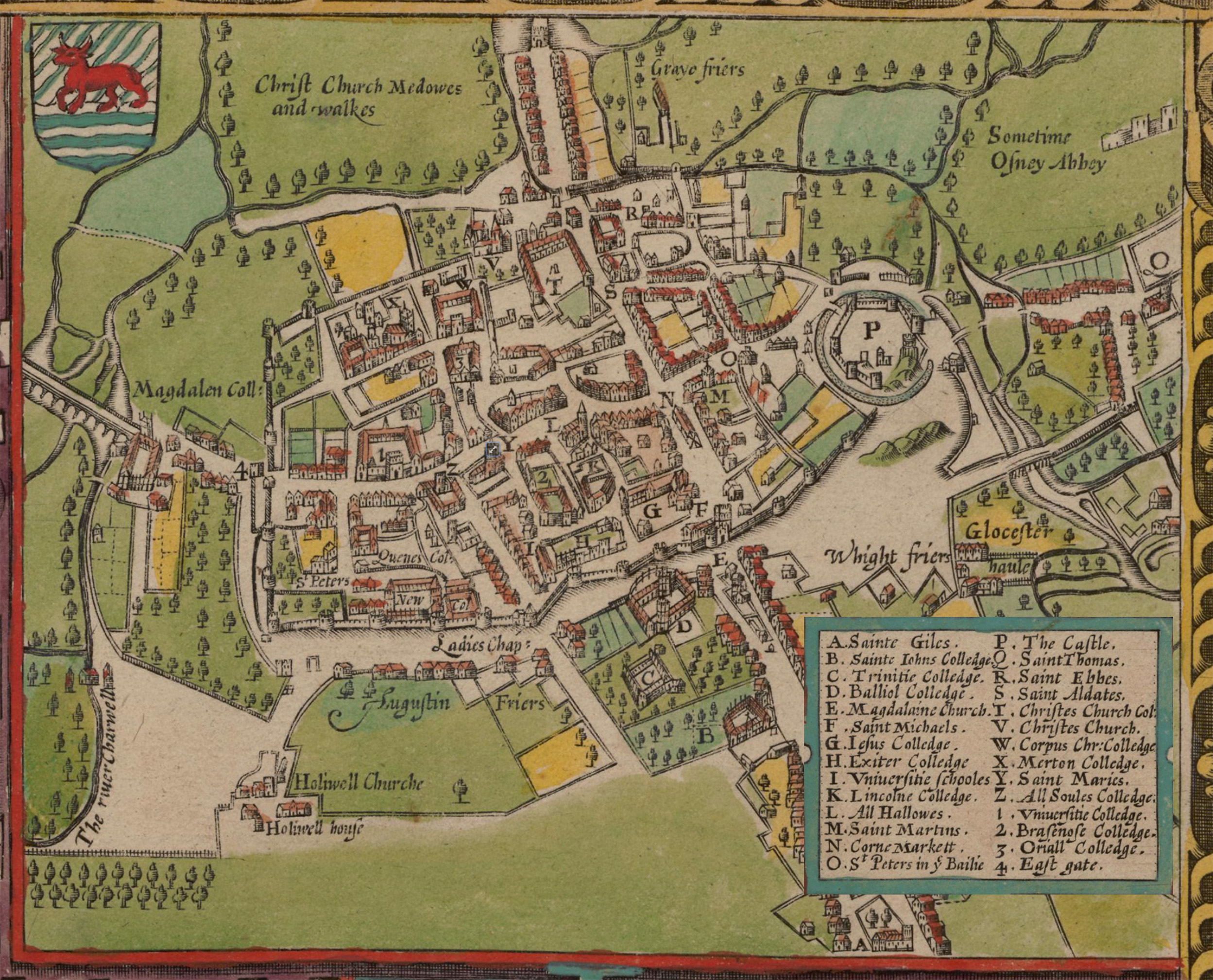
1605 war Oxford noch eine ummauerte Stadt (Der Norden befindet sich unten auf dieser Karte).

Im Laufe der englischen Reformation und dessen Bruch mit der römisch-katholischen Kirche flohen einige Gelehrte aus Oxford nach Kontinentaleuropa und ließen dort sich vor allem an der Universität von Douai nieder. Der Unterricht in Oxford wurde von der mittelalterlichen, scholastischen Methode auf die Bildungsmethoden der Renaissance umgestellt, obwohl die Universität signifikante Land- und Einkommensverluste erlitten hat. Als Zentrum der Lehre nahm Oxfords Ruf im Zeitalter der Aufklärung ab. Die Einschreibungen gingen zurück und der Unterricht wurde vernachlässigt. Die Universität Oxford sowie die Universität von Cambridge erfuhren umfassende Freiheiten und wurden 1571 durch den Oxford and Cambridge Act von Elisabeth I. zu Körperschaften erhoben.
1636 kodifizierte William Laud, der Kanzler der Universität und Erzbischof von Canterbury, die Statuten der Universität. Diese wurden bis Mitte des 19. Jahrhunderts weitgehend erhalten. Laud war für die Sicherung der Privilegien für die University Press verantwortlich und leistete bedeutende Beiträge zur Bodleian Library, der Hauptbibliothek der Universität. Seit der Gründung der Church of England bis 1866 war die Mitgliedschaft in der Kirche eine Voraussetzung, um einen Bachelor-Abschluss der Universität zu erhalten. Andersgläubige durften den Master of Arts erst 1871 erhalten.
Die Universität war während des englischen Bürgerkriegs (1642–1649) ein Zentrum der Royalisten, während die Stadt die gegnerischen Parlamentarier unterstützte. Karl I. suchte in Christ Church Zuflucht und nutzte das College als seine Residenz während des Bürgerkriegs. In der Speisehalle von Christ Church tagte das loyalistische Rumpfparlament. Ab Mitte des 18. Jahrhunderts beteiligte sich die Universität jedoch kaum noch an politischen Konflikten.
Das 1610 gegründete Wadham College war das College des Astronomen und Architekten Christopher Wren. Wren war in den 1650er Jahren Teil einer Gruppe experimenteller Wissenschaftler in Oxford, dem Oxford Philosophical Club, zu dem auch Robert Boyle und Robert Hooke gehörten. Diese Gruppe hielt regelmäßige Treffen in Wadham unter der Leitung von John Wilkins ab und bildete die Keimzelle, welche später die Royal Society gründete.

### Frauen und Oxford
Bis 1878 war es Frauen verboten, an den Colleges von Oxford zu studieren. 1878 wurden mit der Lady Margaret Hall und 1879 mit dem Somerville College die ersten reinen Frauencolleges gegründet, zehn Jahre nachdem die ersten Colleges für Frauen in Cambridge gegründet wurden. Lady Margaret Hall und Somerville öffneten 1879 erstmals ihre Türen für ihre ersten 21 Studentinnen (12 aus Somerville, 9 aus Lady Margaret Hall), welche Vorlesungen in Räumen über einer Oxforder Bäckerei besuchen mussten. 25 weitere Studentinnen, welche zu Hause oder mit Freunden lebten, gründeten die Society of Oxford Home-Students, welche sich 1952 zu dem St Anne’s College entwickelte.
Ende des 19. Jahrhunderts folgten die Gründungen des St Hugh’s College und des St Hilda’s College. Alle diese Colleges wurden später koedukativ, beginnend mit Lady Margaret Hall und St. Anne’s 1979. Das letzte reine College für Frauen war St Hilda’s, welches seit 2008 nun auch männliche Bewerber akzeptiert. Zu Beginn des 20. Jahrhunderts wurden Oxford und Cambridge weitgehend als Bastionen männlicher Privilegien angesehen. Die Integration von Frauen in Oxford wurde während des Ersten Weltkriegs vorangetrieben und Frauen 1916 als gleichberechtigte Medizinstudentinnen aufgenommen. 1917 übernahm die Universität die finanzielle Verantwortung für von Frauen getätigte Prüfungen.
Erst am 7. Oktober 1920 durften Frauen auch dieselben akademischen Grade wie ihre männlichen Kommilitonen erwerben. 1927 schufen die Dons der Universität eine Quote, welche die Anzahl Studentinnen auf ein Viertel der männlichen Studenten beschränkte. Diese Regelung wurde erst 1957 aufgehoben. Da zu dieser Zeit alle Oxford Colleges nur Studenten eines Geschlechts aufnahmen, wurde die Anzahl Studentinnen dennoch durch die Aufnahmekapazitäten der Frauencolleges begrenzt. Erst 1959 erhielten die Frauencolleges den Status als vollwertige Colleges der Universität. Mehrere Colleges wurden von Frauen begründet oder mitgestaltet, wie das Balliol College und Wadham College.
1974 waren Brasenose, Hertford, Jesus, St Catherine’s und Wadham die ersten Männer-Colleges, welche auch Frauen zuließen. Die Mehrheit der Männercolleges nahmen 1979 ihre ersten Studentinnen auf. 1980 folgte Christ Church und Oriel war 1985 das letzte Männercollege, welches Frauen aufnahm. Die meisten Postgraduierten-Colleges in Oxford wurden im 20. Jahrhundert als koedukative Einrichtungen gegründet, mit Ausnahme von St. Antony’s, welches 1950 als Männer-College gegründet wurde und erst 1962 begann, Frauen aufzunehmen. Der Anteil der Studentinnen in Oxford lag 2018 bei 51,2 %. Der Frauenanteil unter den Professoren betrug 2019 19 %.
1908 wurden Frauen zur Oxford Union zugelassen. Die erste Präsidentin der Oxford Union wurde 1977 Benazir Bhutto, welche an der Lady Margaret Hall studierte. Am 28. Mai 2015 wurde Louise Richardson als nächster Vice-Chancellor der Universität nominiert. Vorbehaltlich der Zustimmung der Congregation, trat Richardson ihr Amt am 1. Januar 2016 als Nachfolgerin von Andrew Hamilton an. Diese erste Nominierung einer Frau für diese Position gilt als Meilenstein in der Geschichte der Universität.

## Akademisches Profil

### Studentenzahlen
Von den 27.150 Studenten des Studienjahres 2020/2021 waren 13.810 weiblich (50,9 %) und 13.320 männlich (49,1 %). 17.005 Studenten kamen aus England, 450 aus Schottland, 470 aus Wales, 145 aus Nordirland, 2715 aus der EU und 6315 aus dem Nicht-EU-Ausland. 15.675 der Studenten (57,7 %) strebten ihren ersten Studienabschluss an, sie waren also undergraduates. 11.475 (42,3 %) arbeiteten auf einen weiteren Abschluss hin, in der Regel einen Master, sie waren postgraduates. Davon waren 4.955 in der Forschung tätig. Damit hatte die Universität Oxford nach dem University College London die zweithöchste Zahl an forschenden Studenten (zumeist Doktoranden) unter den Universitäten des Vereinigten Königreichs.
2014 waren 26.005 Studenten an der Universität Oxford eingeschrieben gewesen (16.580 undergraduates, 9420 postgraduates, davon 4690 forschende). 2015 waren es 24.860 und 2018 24.299 Studierende.

### Zulassung
Im Jahr 2019 wurden aus insgesamt 23.020 Bewerbern 3.280 für ein grundständiges Studium zugelassen. Das entspricht einer Zulassungsquote von 14,24 %, womit die Universität Oxford zu den selektivsten in Großbritannien zählt. Die Gesamtzahl der Bewerbungen verzeichnete seit 2015 ein Wachstum von 25,3 %. Zu den Studiengängen mit den meisten Bewerbern pro Studienplatz zwischen 2017 und 2019 gehören Volkswirtschaftslehre und Management (16,3 Bewerber pro Platz), Informatik (14,8 Bewerber pro Platz) sowie Medizin (10,8 Bewerber pro Platz). Im Jahr 2019 verzeichnete die Universität den größten Anstieg an Bewerbungen von Bewerbern außerhalb der EU. Die größte ausländische Bewerbergruppe bildet die Volksrepublik China (3.943 Bewerber), gefolgt von den Vereinigten Staaten (2.179 Bewerber) und Singapur (1.459 Bewerber). Deutsche bilden die sechstgrößte Bewerbergruppe (1.234 Bewerber) in Oxford.
Interessenten, die sich für ein Studium in Oxford bewerben, werden nicht von der Universität selbst, sondern von den individuellen Colleges zugelassen. Studenten, die sich für ein postgraduales Studium bewerben, werden hingegen von den Fakultäten zugelassen, sind aber dennoch Mitglieder eines Colleges. Die Universität selbst nimmt nur administrative Aufgaben wahr.
Die Universität steht häufig in der Kritik, da diese überproportional viele Schüler aus Privatschulen aufnimmt. Im Jahr 2016 erteilte die Universität Oxford lediglich 59 % ihrer Studienplätze an Schüler in staatlichen Schulen, während etwa 93 % aller britischen Schüler und 86 % der britischen Oberstufen-Schüler an staatlichen Schulen unterrichtet werden. Der Anteil der Studenten aus staatlichen Schulen ist stetig steigend. Zwischen 2015 und 2019 betrug der staatliche Anteil aller britischer Studenten jedes Jahr: 55,6 %, 58,0 %, 58,2 %, 60,5 % und 62,3 %. Die Universität Oxford gibt jährlich über 6 Millionen GBP für Programme aus, um die Anzahl an Bewerber aus unterrepräsentierten Bevölkerungsgruppen zu erhöhen.
Im Jahr 2018 ergab der jährliche Zulassungsbericht der Universität, dass acht Colleges in Oxford in den letzten drei Jahren weniger als drei schwarze Bewerber aufgenommen haben. Im Jahr 2020 erreichte der zugelassene Anteil ethnischer Minderheiten sein Rekordniveau und stieg von 558 auf 684 Studenten, was 23,6 % aller zugelassenen Bewerber aus dem Vereinigten Königreich entspricht. Die Anzahl schwarzer Studenten stieg von 80 auf 106 Studenten, was etwa 3,7 % aller zugelassenen Bewerber entspricht.

### Aufnahmeverfahren
Das Zulassungsverfahren der Universität Oxford gilt als eines der anspruchsvollsten der Welt. Die Vorauswahl basiert auf bereits erzielten oder voraussichtlichen Prüfungsergebnissen, einem Bewerbungsschreiben, Schulreferenzen und, in einigen Studienfächern, auf einem schriftlichen Zulassungstest und/oder von Kandidaten eingereichten schriftlichen Arbeiten. Ungefähr 60 % der Bewerber kommen in die engere Auswahl, obwohl dies je nach Studiengang unterschiedlich ist. Sollte eine große Anzahl von Bewerbern für einen Studiengang in die engere Wahl kommen, können Studenten nach dem Zufallsprinzip einem anderen College zugewiesen werden, welches noch Kapazitäten für den ausgewählten Studiengang aufweist.
In der zweiten Bewerbungsrunde laden die Colleges die Kandidaten zu Auswahlgesprächen ein, welche für etwa drei Tage im November oder Dezember stattfindet. Die meisten Bewerber werden in einem oder mehreren Gesprächen, individuell von Akademikern und Tutoren der Colleges befragt. Bewerber außerhalb Europas können die Auswahlgespräche online durchführen. Die Ergebnisse des Zulassungsverfahrens werden Anfang Januar von den Colleges verschickt. Jeder vierte erfolgreiche Bewerber wird an einem College zugelassen, an dem man sich nicht beworben hat. Bei einigen Studiengängen können Kandidaten eine open offer erhalten und werden erst im August einem College zugeordnet.
Vor 2020 fanden diese Interviews normalerweise persönlich statt, wurden jedoch während der Covid-19-Pandemie online durchgeführt und sind seitdem online geblieben.

### Finanzielle Unterstützung

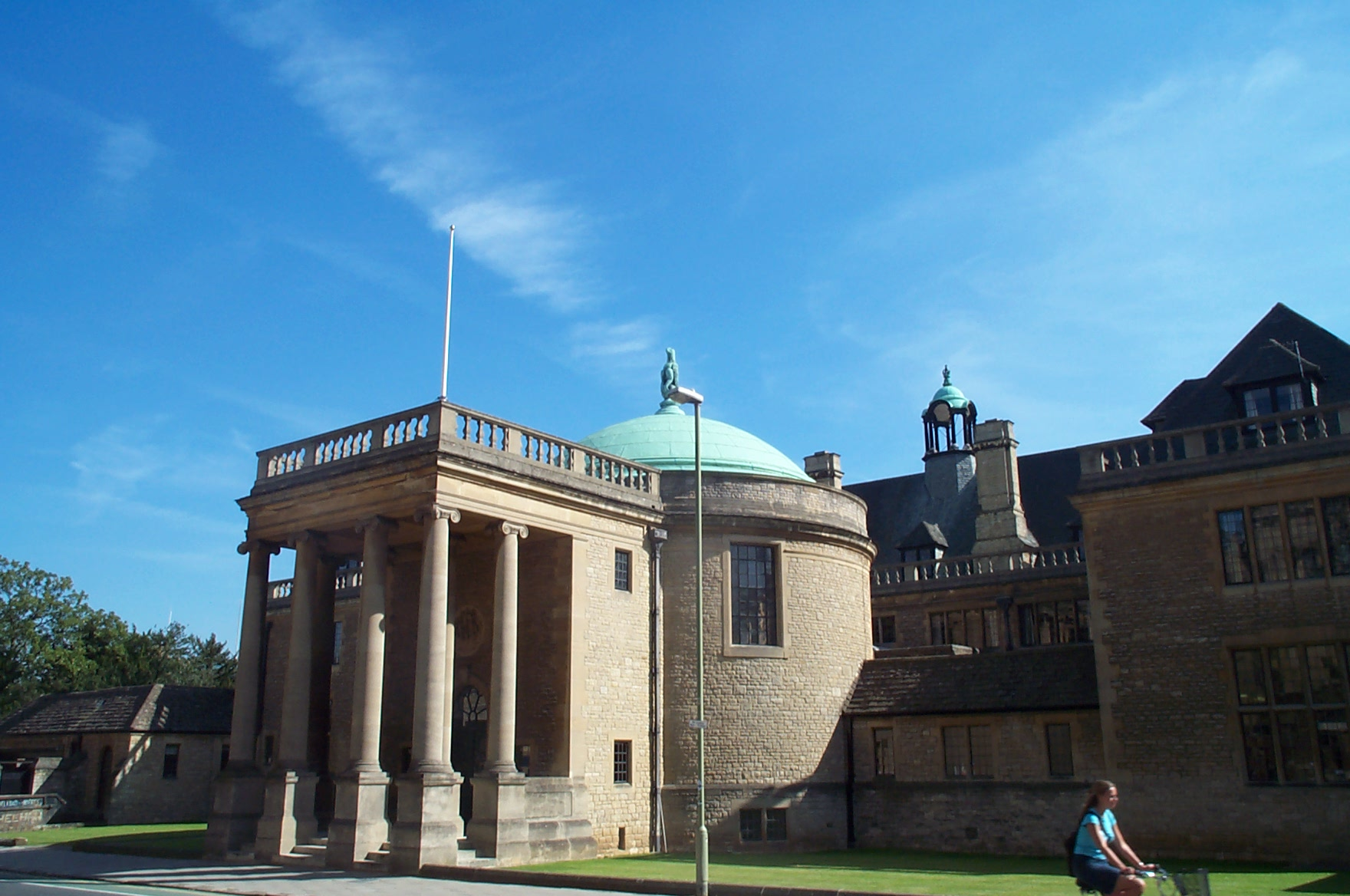
Rhodes House – Heimat der Rhodes-Stiftung, welche das renommierte Rhodes Stipendium vergibt

Studenten in Oxford haben zahlreiche Möglichkeiten, während ihres Studiums finanzielle Unterstützung zu erhalten. Die 2006 eingeführte Oxford Opportunity Bursaries ist ein universitätsweites, auf Bedürftigkeit basierendes Stipendium, welches jedem britischen Studenten bis zu 10.235 GBP über drei Jahre zur Verfügung stellt. Darüber hinaus bieten einzelne Colleges Stipendien an, um ihren Studenten zu helfen. Für postgraduierte Studenten bietet die Universität beispielsweise das Rhodes-Stipendium oder das relativ neue Weidenfeld-Stipendium an. Oxford bietet auch das Clarendon-Stipendium an, welches Bewerbern aller Nationalitäten offen steht. Das Clarendon-Stipendium wird hauptsächlich von der Oxford University Press in Zusammenarbeit mit einigen Colleges und anderen Partnerschaften finanziert. 2016 gab die Universität Oxford bekannt, dass diese ihren ersten kostenlosen Online-Kurs im Rahmen in Zusammenarbeit mit einem US-amerikanischen Online-Universitätsnetzwerk anbieten wird. Der Kurs heißt „From Poverty to Prosperity: Understanding Economic Development“ (deutsch: „Von Armut zu Wohlstand: Wie lässt sich wirtschaftliche Entwicklung verstehen“).

### Lehre
Das Studium in Oxford ist in Trimester aufgeteilt. Diese haben eine Länge von acht Wochen und tragen die Name Michaelmas (Oktober bis Dezember), Hilary (Januar bis März) und Trinity (April bis Juni oder Juli). Die Trimester beginnen immer an einem Sonntag und werden intern numerisch bezeichnet, wobei die erste Woche als first week und die letzte Woche als eight week bezeichnet wird. Die gesamte Lehrzeit in Oxford ist kürzer als an den meisten anderen britischen Universitäten und beträgt weniger als ein halbes Jahr. Von den Studenten wird jedoch auch erwartet, dass sie während den drei Ferienzeiträumen (bekannt als Christmas, Easter und Long Vacations) akademische Arbeit leisten.
Der Schwerpunkt des grundständigen Studiums liegt auf den Tutorials, in denen ein bis drei Studenten ihre wöchentliche Arbeit innerhalb einer Stunde mit einem Tutor besprechen. In der Regel handelt es sich dabei um ein Essay (Geisteswissenschaften, den meisten Sozialwissenschaften sowie einige mathematische-, physikalische- und Biowissenschaften) oder ein Arbeitsblatt mit Problemaufgaben (Physik, mathematische- und Biowissenschaften sowie einige Sozialwissenschaften). Üblicherweise haben Studenten ein bis zwei Tutorials in der Woche, die am eigenen oder einem anderen College der Universität stattfinden. Die Tutorials werden durch Vorlesungen und Seminare ergänzt, die von den Fakultäten der Universität organisiert sind.

### Prüfungen und Abschlüsse

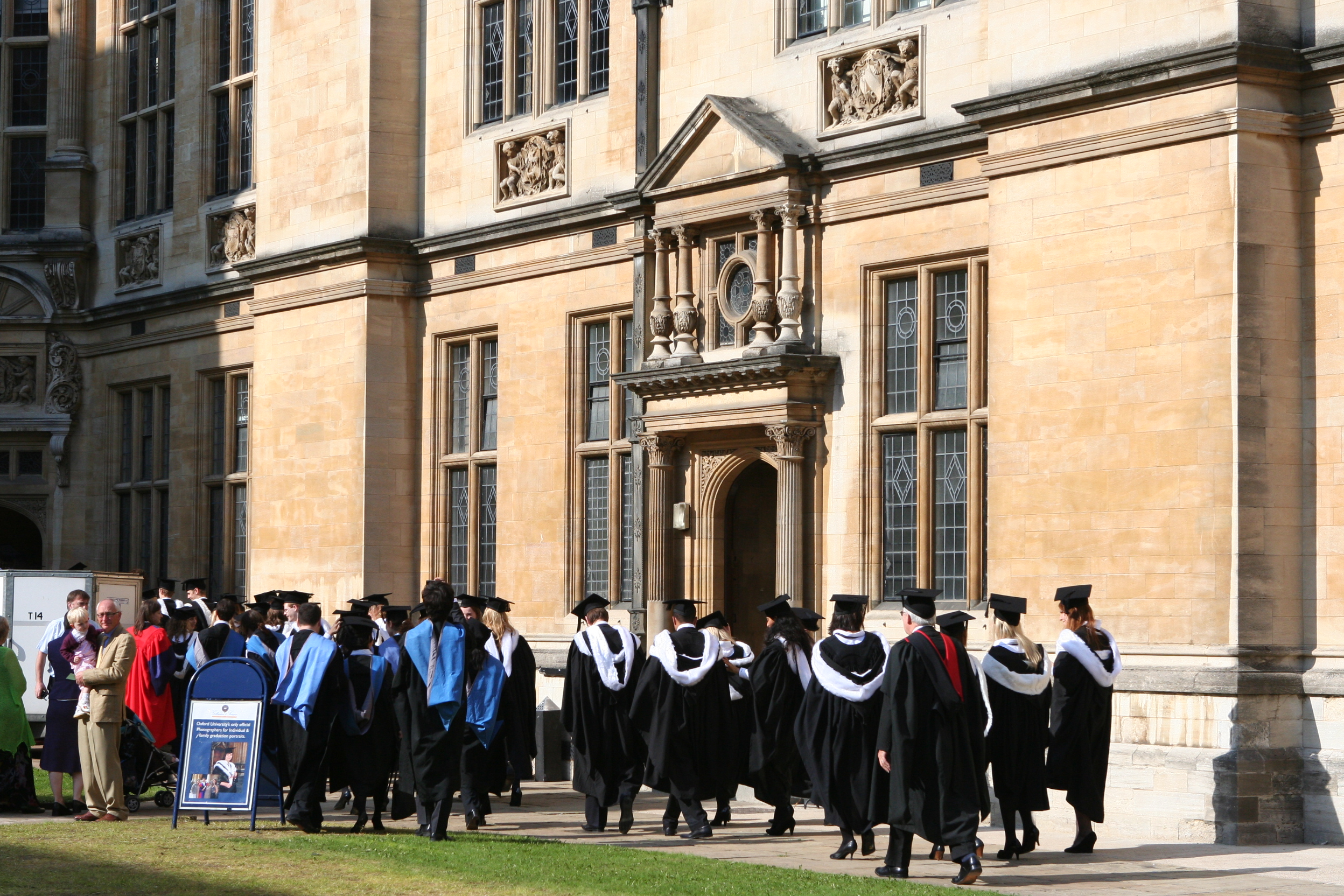
Abschlussfeier an der Examination Schools

Die Universität ist für die Durchführung von Prüfungen und die Vergabe akademischer Abschlüsse verantwortlich. Um einen grundständigen Abschluss zu erlangen, müssen zwei Prüfungssätze bestanden werden. Der erste Prüfungssatz wird als Moderations oder Preliminary Examinations (deutsch: Vorläufige Prüfungen) bezeichnet und findet üblicherweise am Ende des dritten Trimesters satt; in einigen wenigen Fächern am Ende des zweiten Trimesters. Der zweite Prüfungssatz, die Final Honours School (oder auch Finals), findet am Ende des grundständigen Studiums (in den Geisteswissenschaften und den meisten Sozialwissenschaften) oder am Ende eines jeden akademischen Jahres (in den meisten Mathematik- und Lebenswissenschaften, sowie einigen Sozialwissenschaften) statt.
In der Tradition der Universität können Bachelorabsolventen, sieben Jahre nach ihrer Immatrikulation (der formalen Aufnahme in der Universität) und ohne weitere Prüfungen, ihren Abschluss auf einen Master of Arts hochstufen. Der „MA“ ist lediglich mit dem Erwerb von Rechten und Privilegien an der Universität verbunden und daher nicht mit einem postgradualen Abschluss gleichzusetzen. Das System stammt aus dem Mittelalter, als das Studium der freien Künste sieben Jahre dauerte.

## Organisation

### Zentralverwaltung

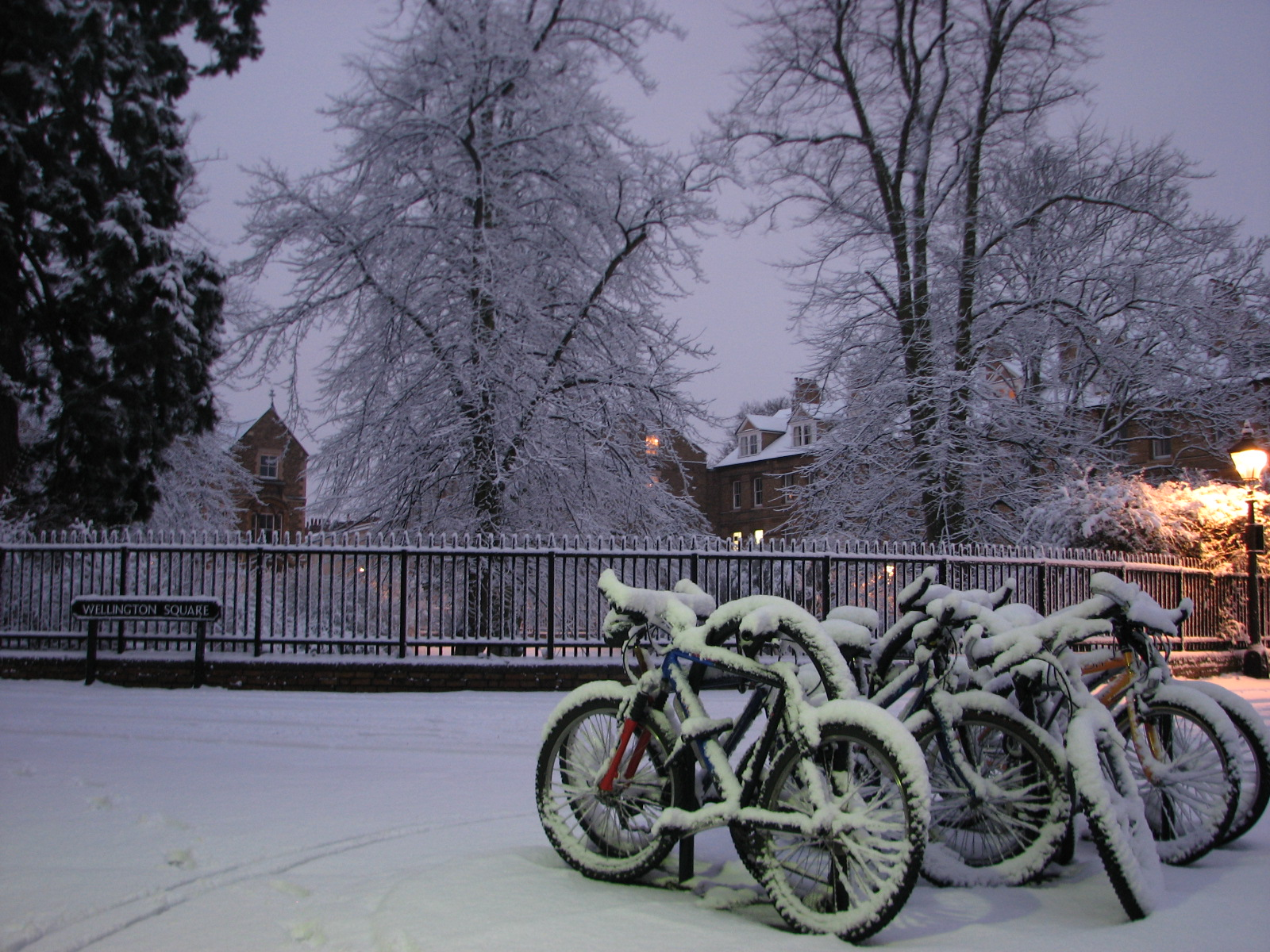
Wellington Square, dessen Name zum Synonym für die Zentralverwaltung der Universität geworden ist

Das formelle Oberhaupt der Universität ist der Kanzler, welcher seit 2025 William Hague ist. Wie an den meisten britischen Universitäten ist der Titel des Kanzlers nur symbolisch und der Amtsträger somit nicht am laufenden Tagesgeschäft der Universität beteiligt. Der Kanzler wird von den Mitgliedern der Convocation gewählt, einem Gremium, welches aus allen Absolventen der Universität besteht, und behält dieses Amt bis zu seinem Tod. Zu den früheren Kanzlern gehörten der britische Premierminister Harold Macmillan sowie Arthur Wellesley, 1. Duke of Wellington.
Die Vizekanzlerin, seit 2016 Louise Richardson, ist de facto die Leiterin der Universität. Fünf stellvertretende Vizekanzler haben zudem spezifische Zuständigkeitsbereiche: Bildung, Forschung, Planung und Ressourcen, Entwicklung und Außenbeziehungen sowie Mitarbeiter und Chancengleichheit. Der Universitätsrat ist das Exekutivorgan der Universität und setzt sich aus dem Vizekanzler, Fakultätsleitern, beobachtenden Studentenvertretern und anderen von der Congregation gewählten Mitgliedern zusammen. Die Congregation, auch „Parlament der Dons“ genannt, besteht aus über 3.700 akademischen und administrativen Mitarbeitern der Universität und trägt die Verantwortung für legislative Angelegenheiten: Sie diskutiert und verkündet die vom Universitätsrat vorgeschlagenen Vorschriften.
Die Universität Oxford ist eine „öffentliche Universität“ in dem Sinne, dass sie öffentliche Gelder erhält, und eine „private Universität“ in dem Sinne, dass sie sich vollständig selbst leitet und theoretisch öffentliche Gelder ablehnen könnte.

### Colleges und Permanent Private Halls

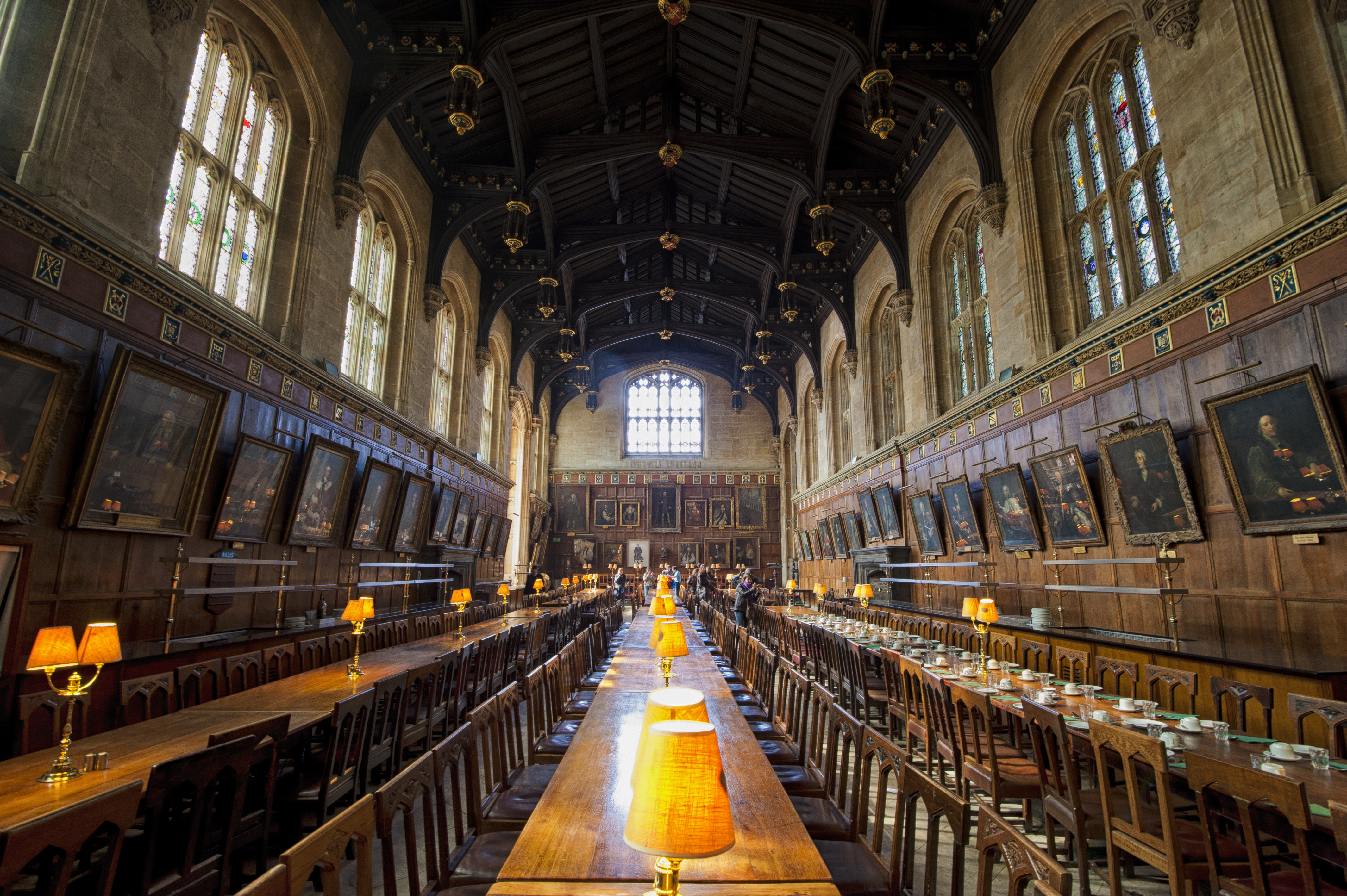
Die große Halle von Christ Church – Die Speisesäle sind ein typisches Merkmal der Colleges in Oxford

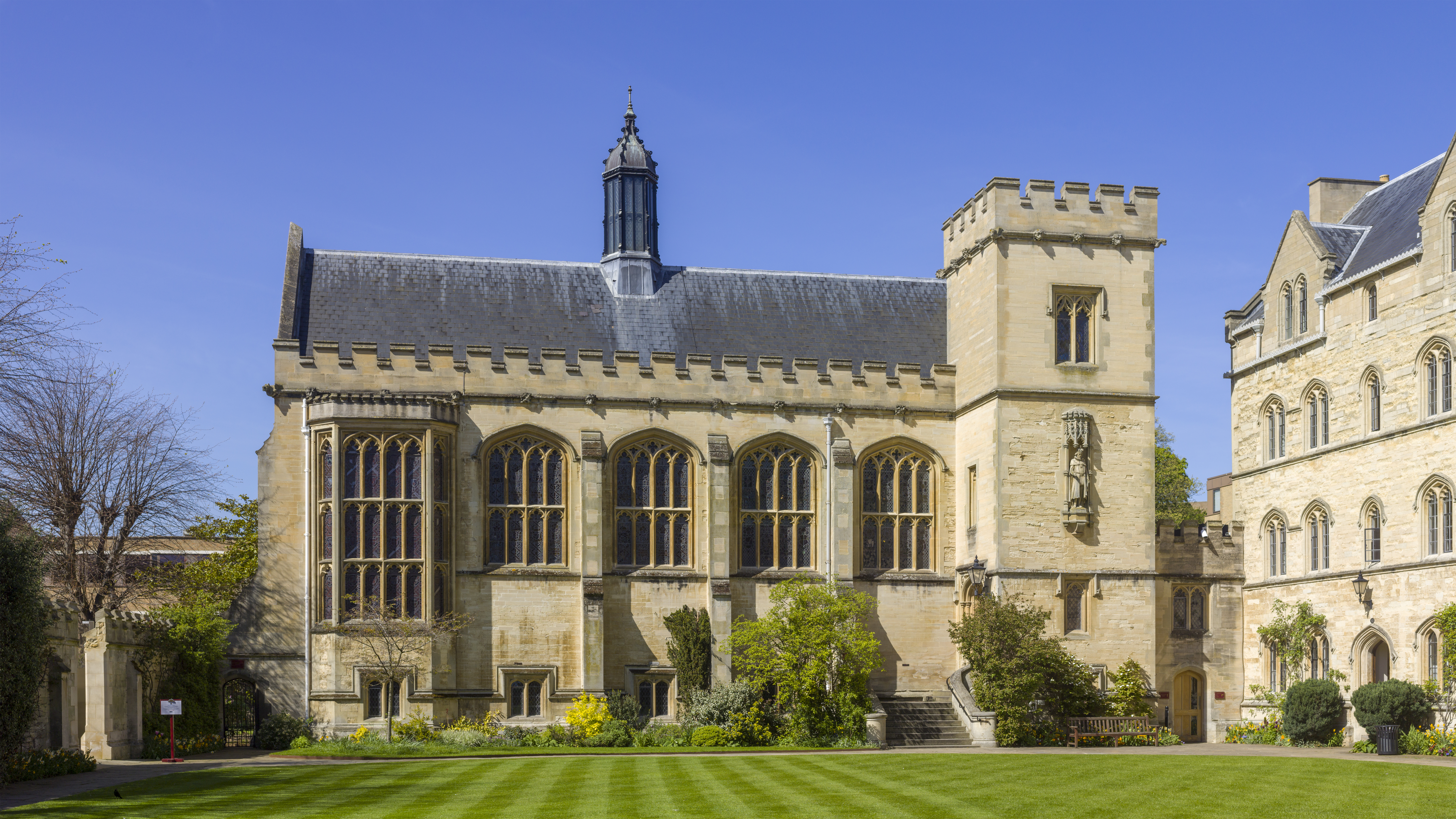
Pembroke College

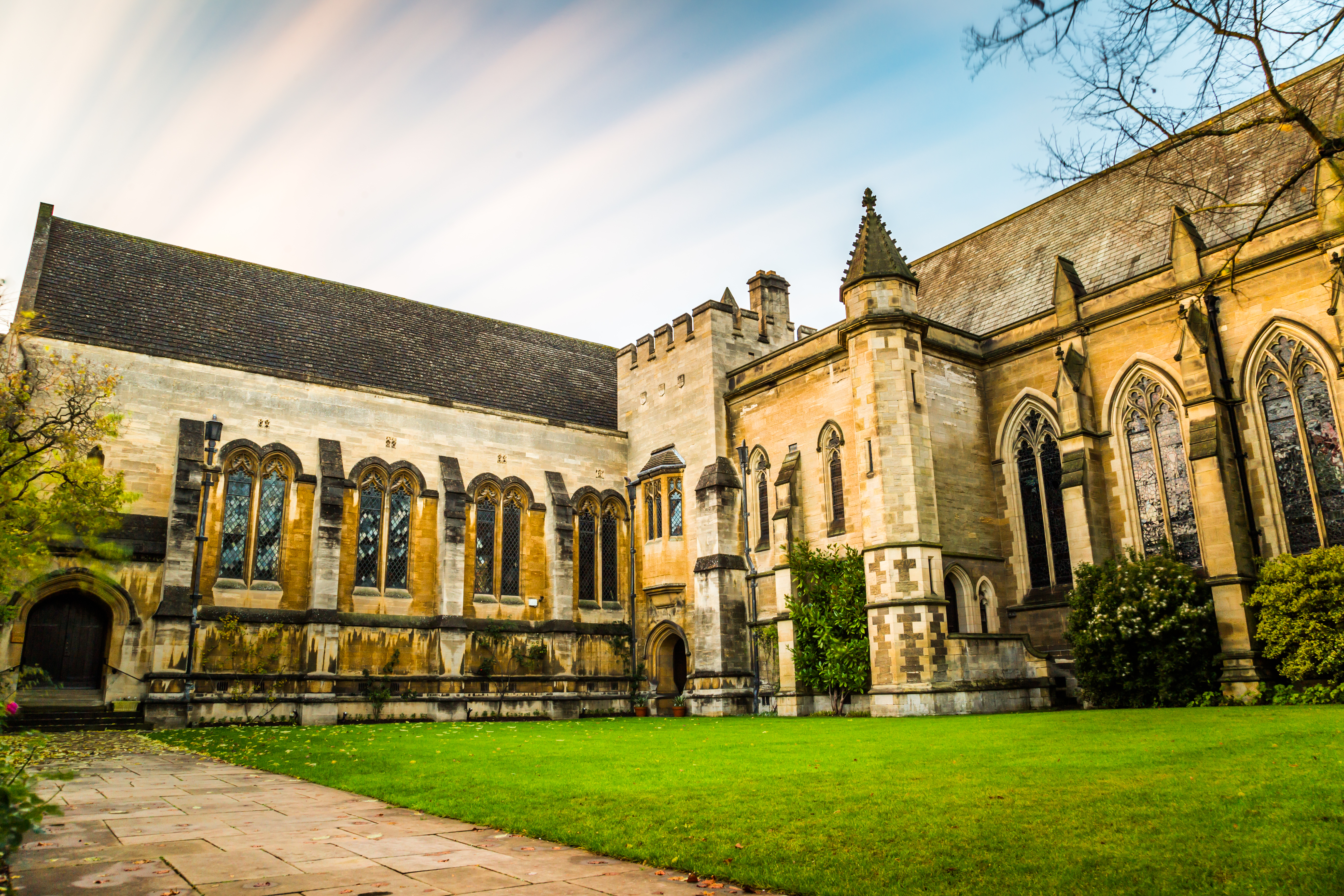
Harris Manchester College

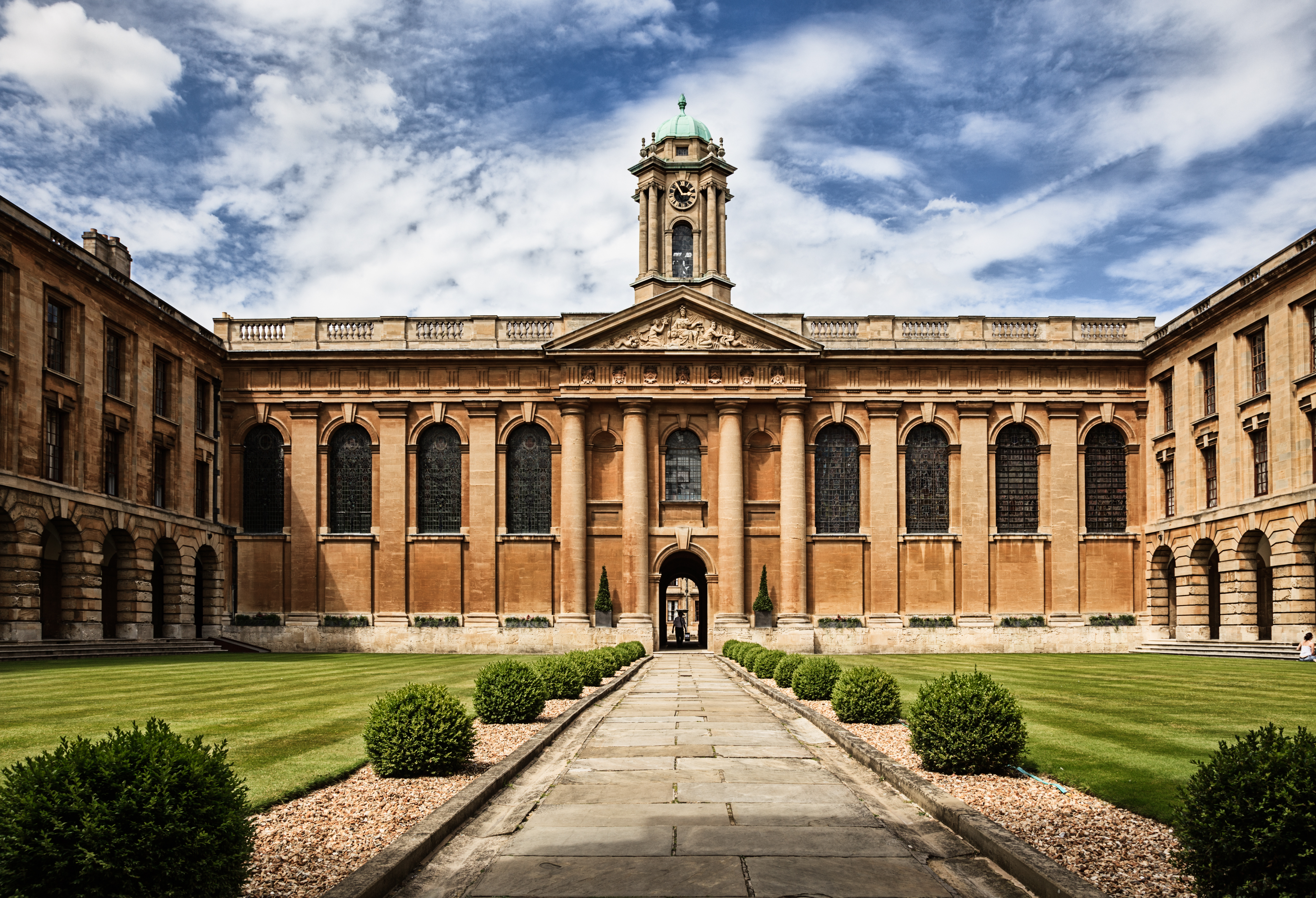
The Queen’s College

Die University of Oxford ist föderal aufgebaut, sodass ihre Aufgaben zwischen der Zentralverwaltung, den fachspezifischen Departments sowie den teilautonomen Colleges geteilt werden. In der Regel wird jeder Student bei seiner Immatrikulation auch Mitglied eines Colleges, welche insbesondere im sozialen Leben eine starke Rolle spielen. Seit der jüngsten Neugründung (Reuben College, das 2021 seine ersten Studenten aufnahm) existieren aktuell folgende 39 Colleges und vier Permanent Private Halls (PPHs), die jeweils ihre Mitgliedschaft sowie interne Strukturen und Aktivitäten kontrollieren:
 All Souls College
 Balliol College
 Brasenose College
 Christ Church
 Corpus Christi College
 Exeter College
 Green Templeton College
 Harris Manchester College
 Hertford College
 Jesus College
 Keble College
 Kellogg College
 Lady Margaret Hall
 Linacre College
 Lincoln College
 Magdalen College
 Mansfield College
 Merton College
 New College
 Nuffield College
 Oriel College
 Reuben College
 Pembroke College
 Queen’s College
 Somerville College
 St Anne’s College
 St Antony’s College
 St Catherine’s College
 St Cross College
 St Edmund Hall
 St Hilda’s College
 St Hugh’s College
 St John’s College
 St Peter’s College
 Trinity College
 University College
 Wadham College
 Wolfson College
 Worcester College
Die Permanent Private Halls wurden von verschiedenen christlichen Glaubensgemeinschaften gegründet. Ein Unterschied zwischen einem College und einer PPH besteht darin, dass die Colleges von den Stipendiaten des Colleges geleitet werden, während die Leitung einer PPH zumindest teilweise bei der entsprechenden christlichen Konfession liegt. Die „Permanent Private Halls“ (PPH) sind:
 Blackfriars

 Campion Hall

 Regent’s Park College

 Wycliffe Hall

### Departments
Während sich die Colleges (insbesondere bei undergraduates, also Bachelor-Studenten) in erster Linie um die Betreuung und Unterbringung der Studenten sowie die Organisation der Tutorials kümmern, wurden der Aufnahmeprozess, die Forschung, die Studiengänge bzw. Curricula und Vorlesungen (insbesondere für postgraduates, also Master-Studenten und Doktoranden) mittlerweile weitestgehend zentralisiert und werden, je nach Fachgebiet, von den College-übergreifenden Departments (Fakultäten) verantwortet. Immatrikulation und Prüfungen finden zudem stets zentral statt; und auch das Recht, akademische Titel zu verleihen, hat nur die Universität.

### Finanzen
2017/18 hatte die Universität ein Einkommen von 2.237 Mio. GBP; Hauptquellen waren Forschungsstipendien (579,1 Mio. GBP) und Studiengebühren (332,5 Mio. GBP). Die Colleges hatten ein Gesamteinkommen von 492,9 Mio. GBP.
Während die Universität über ein größeres Jahreseinkommen und ein größeres Betriebsbudget verfügt, verfügen die Colleges über ein größeres Stiftungskapital: über 4,9 Mrd. GBP im Vergleich zu den 1,2 Mrd. GBP der Universität. Das Stiftungsvermögen der Zentraluniversität wird zusammen mit einigen Colleges von einem 2007 gegründeten Verwaltungsbüro der Universität, Oxford University Endowment Management, verwaltet. Die Universität hat erhebliche Investitionen in fossilen Energieunternehmen getätigt und 2014 Konsultationen darüber begonnen, ob es dem Vorbild einiger US-amerikanischer Universitäten folgen soll, welche sich dazu verpflichtet haben, ihre Investitionen in fossile Energieunternehmen zurückzuziehen.
Das Gesamtvermögen der Colleges von 6,3 Mrd. GBP übersteigt auch das Gesamtvermögen der Universität von 4,1 Mrd. GBP. Die Summe der Colleges spiegelt nicht alle Vermögenswerte der Colleges wider, da diese nicht den Wert ihrer historischen Gebäude oder Kulturgüter wie Kunstwerke und Bibliotheken enthalten.

### Netzwerke
Oxford ist Mitglied der Russell-Gruppe britischer Forschungsuniversitäten, der G5, der League of European Research Universities und seit 2006 der International Alliance of Research Universities. Es ist auch ein Kernmitglied des Europaeum und Teil des „goldenen Dreiecks“ (englisch: Golden Triangle) forschungsintensiver und elitärer englischer Universitäten.

## Einrichtungen

### Hauptgebäude

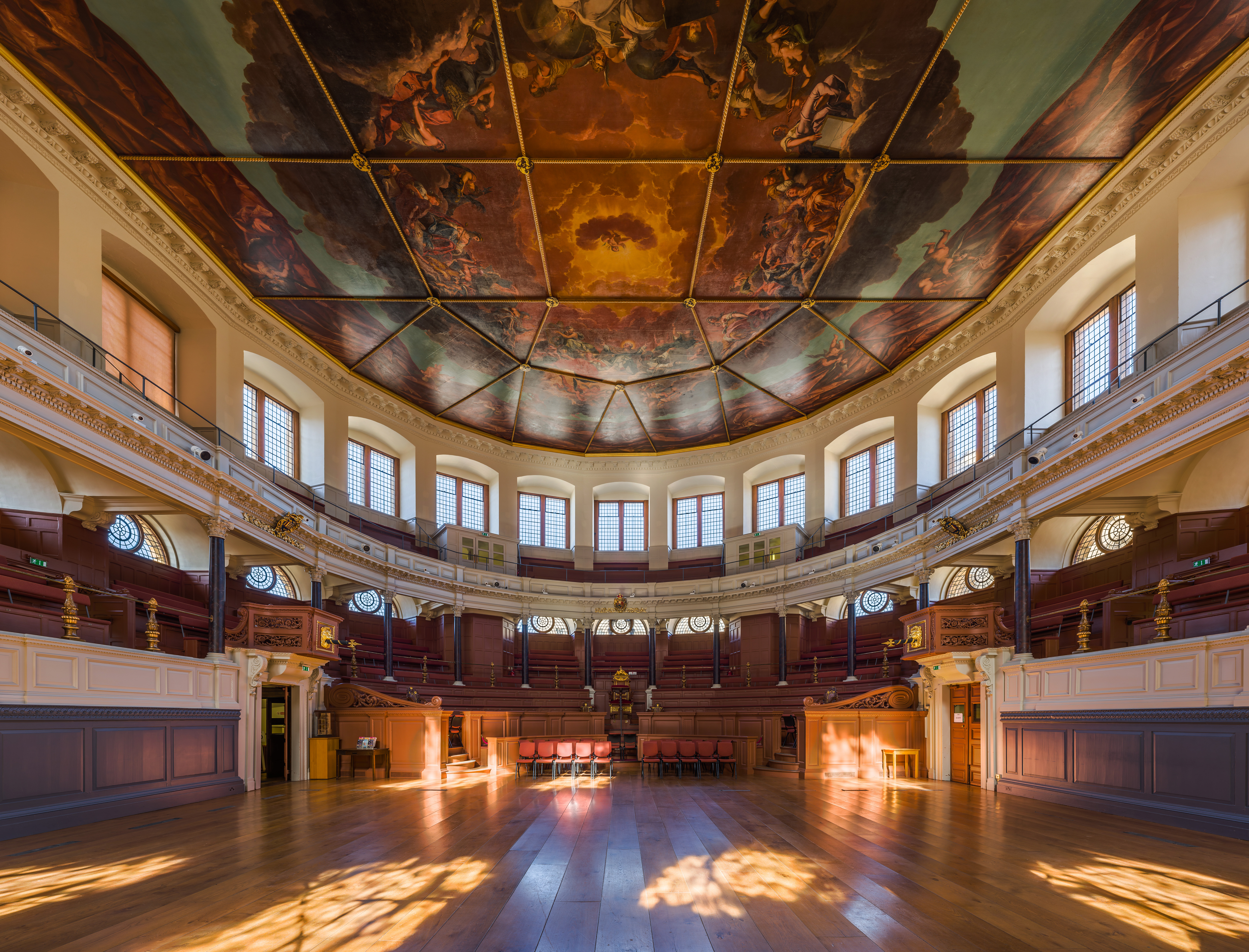
Innenraum des Sheldonian Theatre – dient für Konzerte, Vorlesungen, Matrikulations- und Promotionsfeiern

Die Universität ist eine Stadtuniversität und besitzt dadurch keinen Hauptcampus. Stattdessen sind Colleges, Fakultäten, Studentenunterkünfte und andere Einrichtungen über das gesamte Stadtzentrum verteilt. Der Oxford University Science Area, in dem sich die meisten Wissenschaftsfakultäten befinden, ähnelt am ehesten einem Campus. Das 4 ha große Radcliffe Observatory Quarter im Nordwesten der Stadt befindet sich derzeit im Bau.
Zu den symbolträchtigsten Universitätsgebäuden zählen die Radcliffe Camera, das Sheldonian Theatre, welches für Musikkonzerte, Vorträge und Universitätszeremonien verwendet wird, sowie die Examination Schools, an denen Prüfungen und einige Vorlesungen stattfinden. Die Church of St. Mary the Virgin wurde vor dem Bau des Sheldonian Theatre für Universitätszeremonien genutzt. Die Christ Church Cathedral dient in einzigartiger Weise sowohl als College-Kapelle als auch als Kathedrale.
In den Jahren zwischen 2012 und 2013 baute die Universität das umstrittene, 4- bis 5-stöckige Wohnprojekt Castle Mill mit Blick auf die Cripley Meadow und die historische Port Meadow, welches den Blick auf die Türme des Stadtzentrums versperrt. Das Bauprojekt wurde als „Wolkenkratzer neben Stonehenge“ bezeichnet.

### Parks

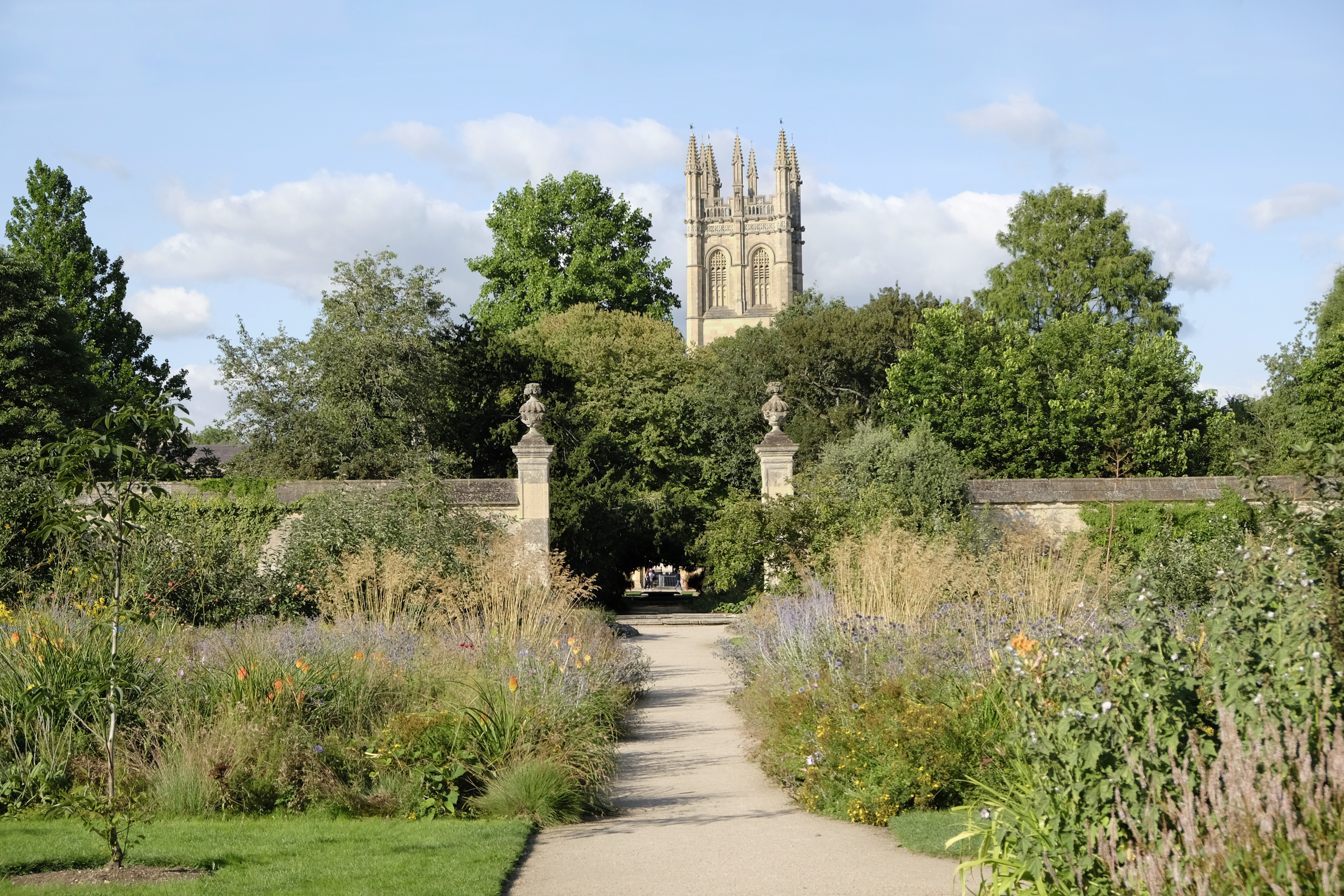
Botanischer Garten im Sommer

Die University Parks sind eine 30 ha große Parklandschaft im Nordosten der Stadt, grenzt an den River Cherwell und befindet sich in der Nähe des Keble College, des Somerville College und der Lady Margaret Hall. Ursprünglich im Besitz des Merton College, wurde der Park in den 1850er Jahren von der Universität gekauft und 1864 erstmals für Sport- und Freizeitzwecke angelegt. Heute befinden sich im Park über 1.600 Bäume aus über 250 verschiedenen Arten. Bei Tageslicht ist die Parklandschaft für die Öffentlichkeit zugänglich. Der Park bietet auch zahlreiche Sportplätze, welche für offizielle und inoffizielle Turniere genutzt werden. 1964 wurde der Genetic Garden an seinen heutigen Standort im Park verlegt, der zur Aufklärung und Untersuchung von Evolutionsprozessen genutzt wird.
Der Botanische Garten an der High Street wurde 1621 als Apothekergarten gegründet. Der Garten ist der älteste botanische Garten Großbritanniens und einer der ältesten wissenschaftlichen Gärten der Welt. Ursprünglich für den Anbau von Pflanzen für die medizinische Forschung geschaffen, befinden sich heute über 8000 verschiedene Pflanzenarten auf dessen 1,8 Hektar. Der Garten ist einer der vielfältigsten sowie kompaktesten Pflanzensammlungen der Welt und umfasst Exemplare von über 90 % der Gefäßpflanzenfamilie.
Das Harcourt Arboretum ist ein 53 ha großes Gelände 10 km südlich der Stadt, das einheimische Bäume sowie eine 27 ha große Wiese umfasst. Das Gelände wurde 1947 von der Universität gekauft und ist seit 1963 Teil des Botanischen Gartens. Die 4 km² großen Wytham Woods gehören der Universität und werden zur Erforschung des Klimawandels und der Zoologie verwendet.
Verschiedene öffentlich zugängliche Parks befinden sich im Besitz der Colleges, wie zum Beispiel der Bagley Wood oder die Christ Church Meadow.

### Bibliotheken

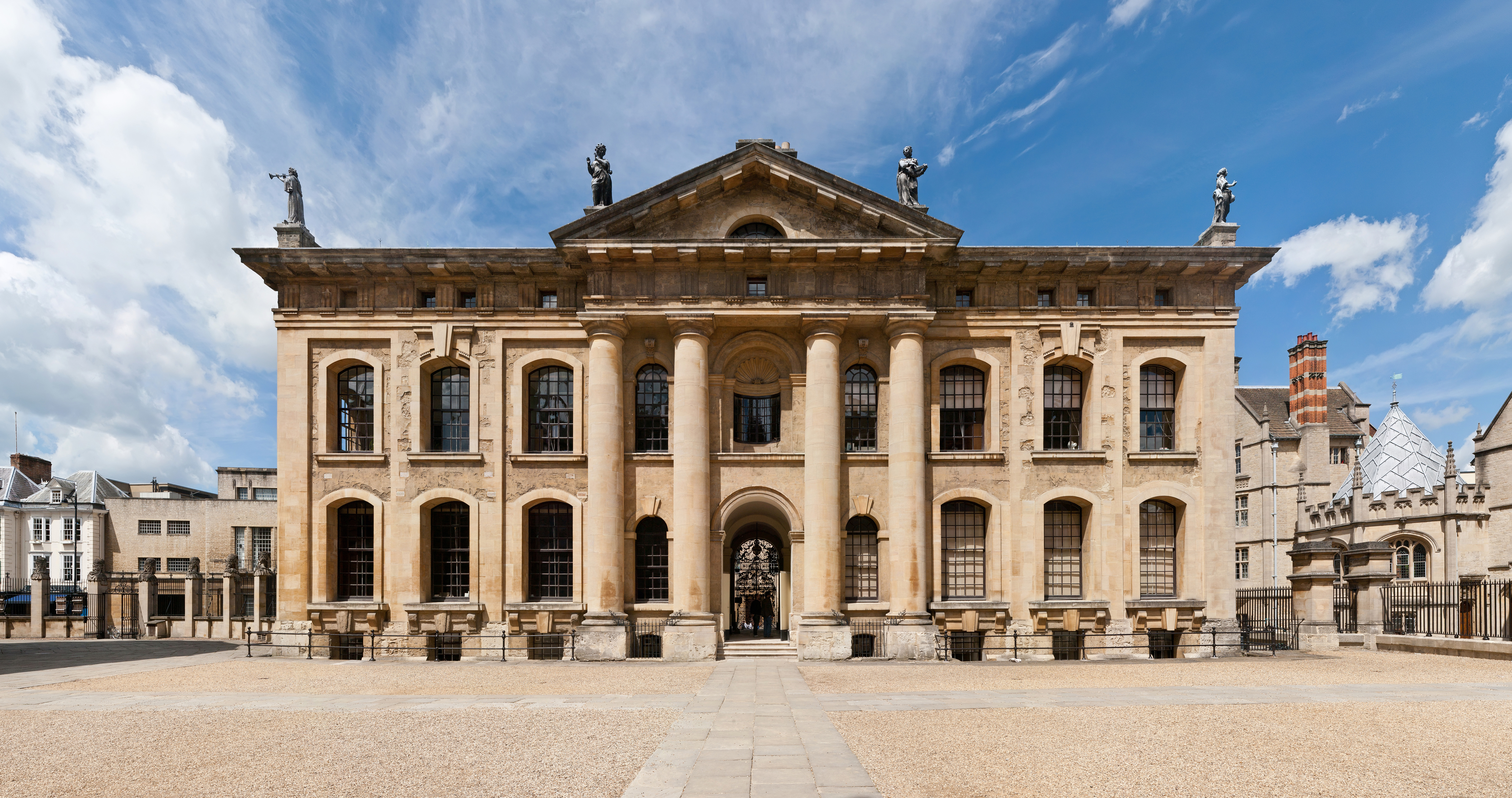
Das Clarendon Building dient als Verwaltungsgebäude der Bodleian

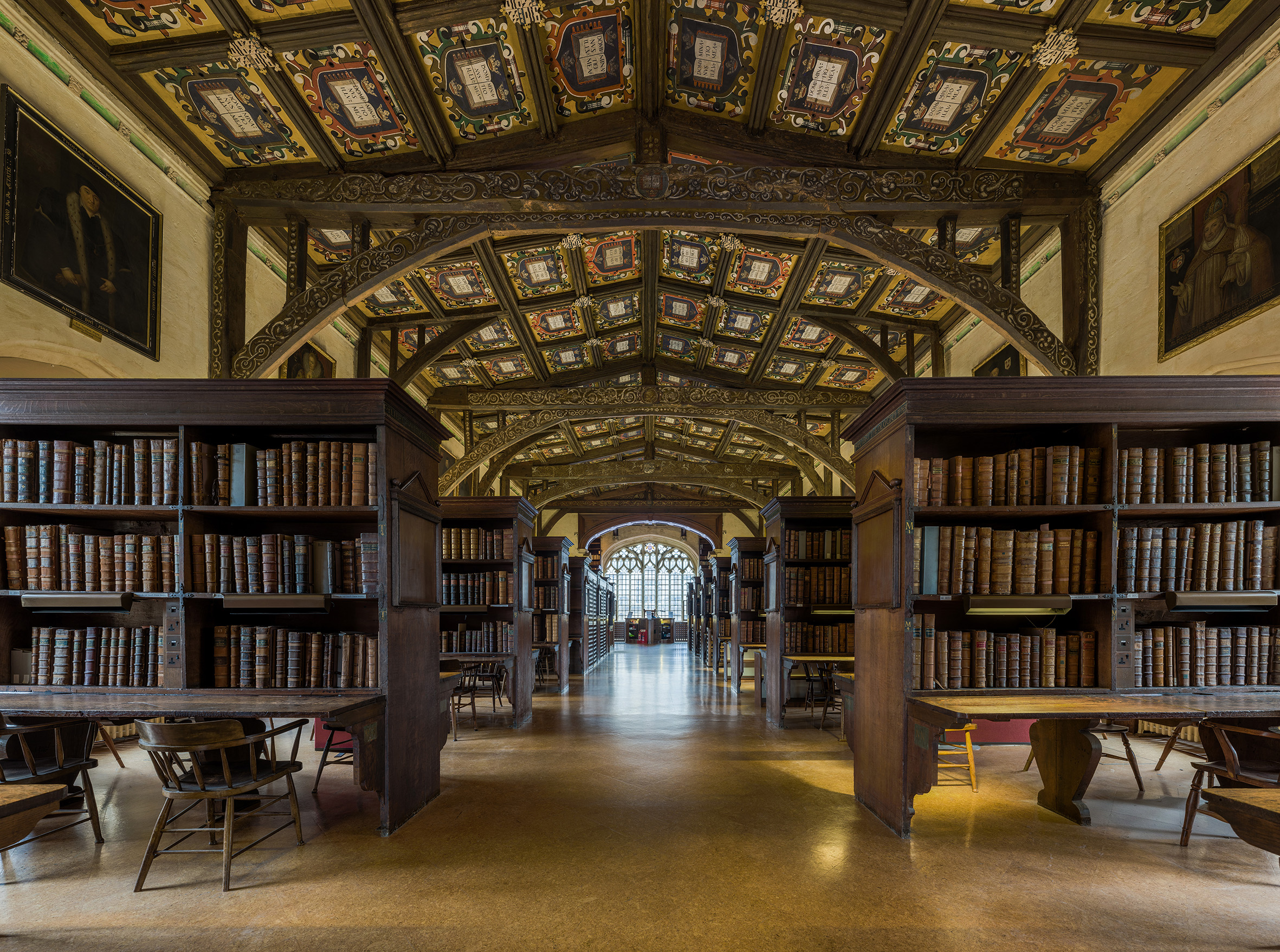
Innenraum der Duke Humfrey’s Bibliothek in der Bodleian Library

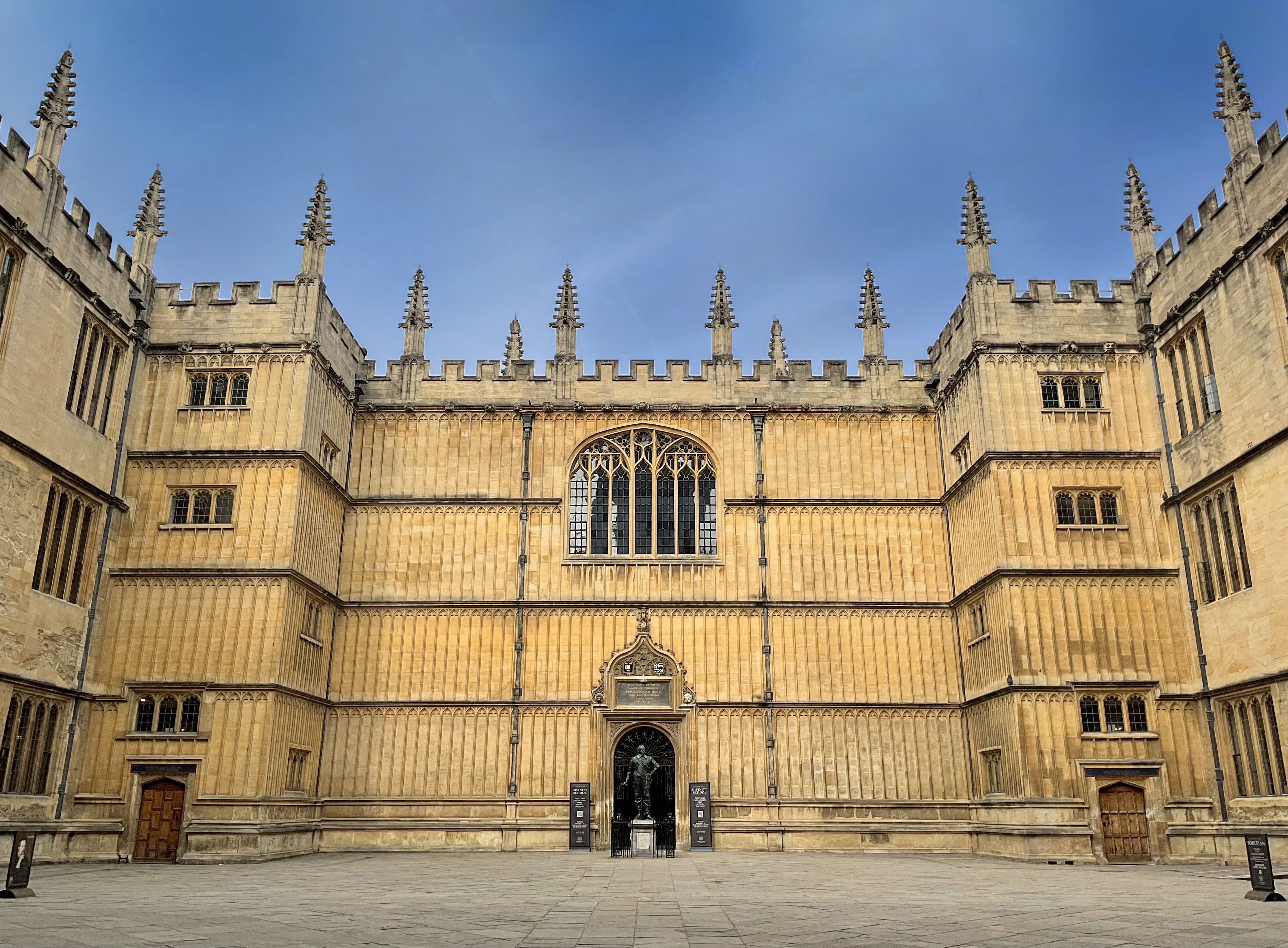
Bodleian Library

Die Universität unterhält das größte Universitätsbibliothekssystem in Großbritannien. Mit über 11 Millionen Bänden auf Regalen von insgesamt 190 km Länge ist die Bodleian Libraries Group (vormals Oxford University Library Service) nach der British Library die zweitgrößte Bibliothek in Großbritannien. Die im Jahr 2000 gegründete Organisation besteht aus 28 Bibliotheken und vereinte die Bodleian Library mit einigen Fachbibliotheken. Einige dieser Bibliotheken wurden durch das Zusammenführen von zuvor getrennten Sammlungen geschaffen, wie zum Beispiel die Bodleian Art, Archaeology and Ancient World Library. Die Bodleian Libraries Group ist eine Pflichtexemplarbibliothek, weshalb diese berechtigt ist, eine kostenlose Kopie jedes in Großbritannien veröffentlichten Buches anzufordern. Die Sammlung der Bodleian wächst jedes Jahr um fünf Kilometer Regale.
Neben den Bibliotheken der Bodleian Library besitzt jedes College seine eigene Bibliothek. College-Bibliotheken unterscheiden sich stark in Größe und Bestand. Die größte College-Bibliothek der Universität befindet sich im Somerville College. Die Bibliothek des Merton College wurde 1373 eröffnet und ist damit die älteste kontinuierlich betriebene Universitätsbibliothek der Welt.
Die namensgebende und bekannteste Bodleian Library (intern „Bod“ genannt), welche als die wichtigste Forschungsbibliothek der Universität angesehen wird, wurde vor mehr als 400 Jahren als erste öffentliche Bibliothek Englands gegründet. Sie besteht aus der ursprünglichen Bodleian Library, die im Old Schools Innenhof von Thomas Bodley 1598 gegründet und 1602 eröffnet wurde, der Radcliffe Camera, dem Clarendon Building und der Weston Library. Ein Tunnel unter der Broad Street verbindet diese Gebäude mit dem Gladstone Link, welcher 2011 eröffnet wurde und die ursprüngliche Bibliothek mit der Radcliffe Camera verbindet.
Die Bodleian beteiligte sich 2004 mit Google an einem Massendigitalisierungsprojekt. Zu den nennenswerten elektronischen Ressourcen der Bodleian Group gehört das Electronic Enlightenment Project, welches von der British Society for Eighteenth-Century Studies mit dem Digital Preis des Jahres 2010 ausgezeichnet wurde.
Ein neues Buchdepot wurde im Oktober 2010 in South Marston, Swindon eröffnet. Zu den jüngsten Bauprojekten gehört der Umbau des New Bodleian-Gebäudes, welches bei seiner Wiedereröffnung im Jahr 2015 in Weston Library umbenannt wurde. Durch die Renovierung sollten bessere Räumlichkeiten für zahlreiche Schätze der Bibliothek (darunter ein Shakespeare First Folio und eine Gutenberg-Bibel) sowie für temporäre Ausstellungen geschaffen werden.

### Verlagswesen
Die Oxford University Press ist der zweitälteste und derzeit größte Universitätsverlag der Welt. Jährlich veröffentlicht der Verlag mehr als 6.000 neue Bücher, darunter viele Fachbücher, Nachschlagewerke und akademische Werke (wie das Oxford English Dictionary, das Concise Oxford English Dictionary, die Oxford World Classics, das Oxford Dictionary of National Biography und das Concise Dictionary of National Biography). Das Verlagsgebäude befindet sich in der Walton Street, gegenüber dem Somerville College, im Ortskern von Jericho.

### Museen

Innenraum des Pitt Rivers Museum

Oxford unterhält eine Reihe von Museen und Galerien, welche für die Öffentlichkeit kostenlos zugänglich sind. Das 1683 gegründete Ashmolean Museum ist das älteste Museum in Großbritannien und das älteste Universitätsmuseum der Welt. Es beherbergt bedeutende Sammlungen von Kunst und Archäologie, darunter Werke von Michelangelo, Leonardo da Vinci, William Turner und Pablo Picasso sowie antike Schätze wie den Skorpions-Streitkolben, die Parische Chronik und das Alfred-Juwel. Es enthält auch eine Stradivari-Geige, die als eines der besterhaltenen Exemplare der Welt angesehen wird.
Das naturhistorische Museum der Universität beherbergt die zoologischen, entomologischen und geologischen Exponate der Universität. Es befindet sich in einem großen neugotischen Gebäude an der Parks Road im Wissenschaftspark der Universität. Zu dessen Sammlung gehören die Skelette eines Tyrannosaurus und eines Triceratops sowie die vollständigsten Überreste eines Dodos weltweit. Es beherbergt auch die „Simonyi Professorship for the Public Understanding of Science“, die derzeit Marcus du Sautoy innehat.
Angrenzend an das naturhistorische Museum befindet sich das 1884 gegründete Pitt Rivers Museum, in dem die archäologischen und anthropologischen Exponate der Universität ausgestellt sind und das derzeit über 500.000 Objekte umfasst. Im Rahmen einer Spende von Augustus Pitt Rivers richtete die Universität einen Lehrauftrag für Anthropologie ein, weshalb die Mitarbeiter des Museums seit dessen Gründung an der Lehre der Anthropologie in Oxford beteiligt sind.
Das Museum für Wissenschaftsgeschichte befindet sich in der Broad Street im ältesten noch erhaltenen zweckgebauten Museumsgebäude der Welt. Es enthält 15.000 Artefakte von der Antike bis zum 20. Jahrhundert, welche fast alle Aspekte der Wissenschaftsgeschichte repräsentieren. In der Musikfakultät an der St Aldate's befindet sich die Bate-Sammlung von Musikinstrumenten, die hauptsächlich aus Instrumenten der westlichen klassischen Musik besteht. Die Christ Church Picture Gallery beherbergt eine Sammlung von über 200 Gemälden der alten Meister.

## Studentenleben

### Traditionen

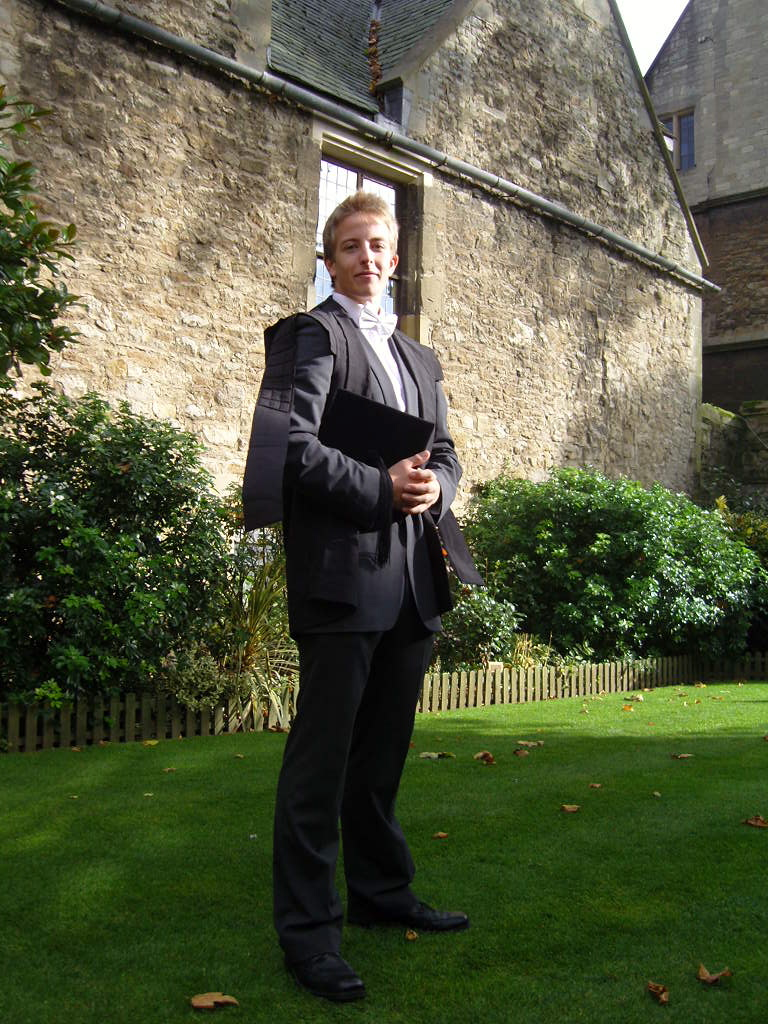
Student im traditionellen Subfusc

Das Tragen der akademischen Kleidung ist bei Prüfungen, Disziplinarverfahren, Besuchen von Amtsträgern der Universität und der Immatrikulation verpflichtend. Diese besteht in Oxford aus einer Robe, einem Talar und dem Subfusc, womit die Kleidung unter der akademischen Robe bezeichnet wird. Mitglieder der britischen Streitkräfte dürfen ihre Dienstuniform anstatt des Subfusc unter ihrer Robe tragen. Seit Oktober 2012 nehmen die Kleidungsvorschriften der Universität keinen Bezug auf das Geschlecht des Trägers, weshalb jeder die männliche oder weibliche Uniform tragen kann. Der traditionelle männliche Subfusc besteht aus einem dunklen Anzug, dunklen Socken, schwarzen Schuhen, weißen Hemd mit Kragen und einem weißen Querbinder. Frauen mussten ehemals eine weiße Bluse, einen schwarzen Querbinder oder ein Samtband, einen schwarzen Rock oder Hose, schwarze Strumpfhosen und schwarze Schuhe tragen.
Bei einem Referendum unter Studenten im Jahr 2015 sprachen sich 76 % gegen das freiwillige Tragen der akademischen Kleidung während Prüfungen aus. Das Referendum wurde weitgehend nicht als Abstimmung für das freiwillige Tragen der Kleidung, sondern als Abstimmung für dessen faktische Abschaffung betrachtet, da wenn auch nur eine Minderheit ohne akademische Kleidung zu den Prüfungen antreten würde, der Rest folgen würde.
Andere Traditionen und Bräuche variieren mit jedem College. Zum Beispiel finden an einigen Colleges bis zu sechsmal in der Woche formale Abendessen statt, an anderen nur gelegentlich. An den meisten Colleges müssen für diese formalen Abendessen Roben getragen und ein lateinisches Tischgebet gesprochen werden. Einige Colleges pflegen untereinander freundschaftliche Rivalitäten wie zum Beispiel Christ Church und Pembroke oder Keble und St John’s.
Commemoration Balls sind Tanzbälle, die an den Colleges in der 9. Woche des dritten Trimesters veranstaltet werden. Diese werden jedes Jahr von verschiedenen Colleges abgehalten, nach einem Zyklus, in dem jedes College alle drei Jahre einen Ball abhält. Zu den Commemoration Balls werden meistens Frack-Anzüge oder Abendroben getragen. Viele andere Colleges führen im Laufe des Jahres kleinere Veranstaltungen durch, welche als summer balls oder parties bezeichnen werden. Diese werden normalerweise jährlich oder unregelmäßig abgehalten und haben meistens einen schwarzen Dresscode.

### Klubs und Vereinigungen

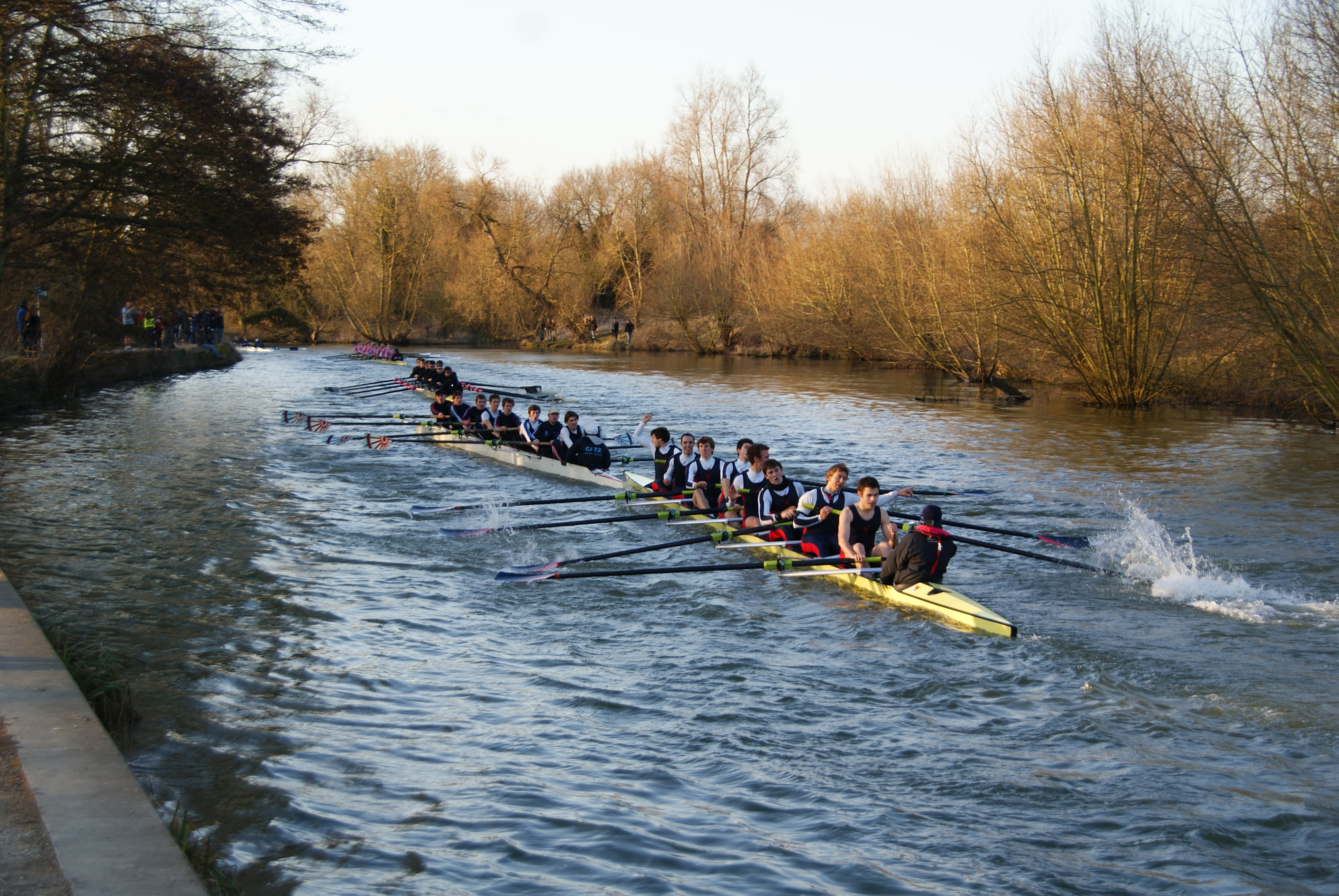
Rudersport in Oxford

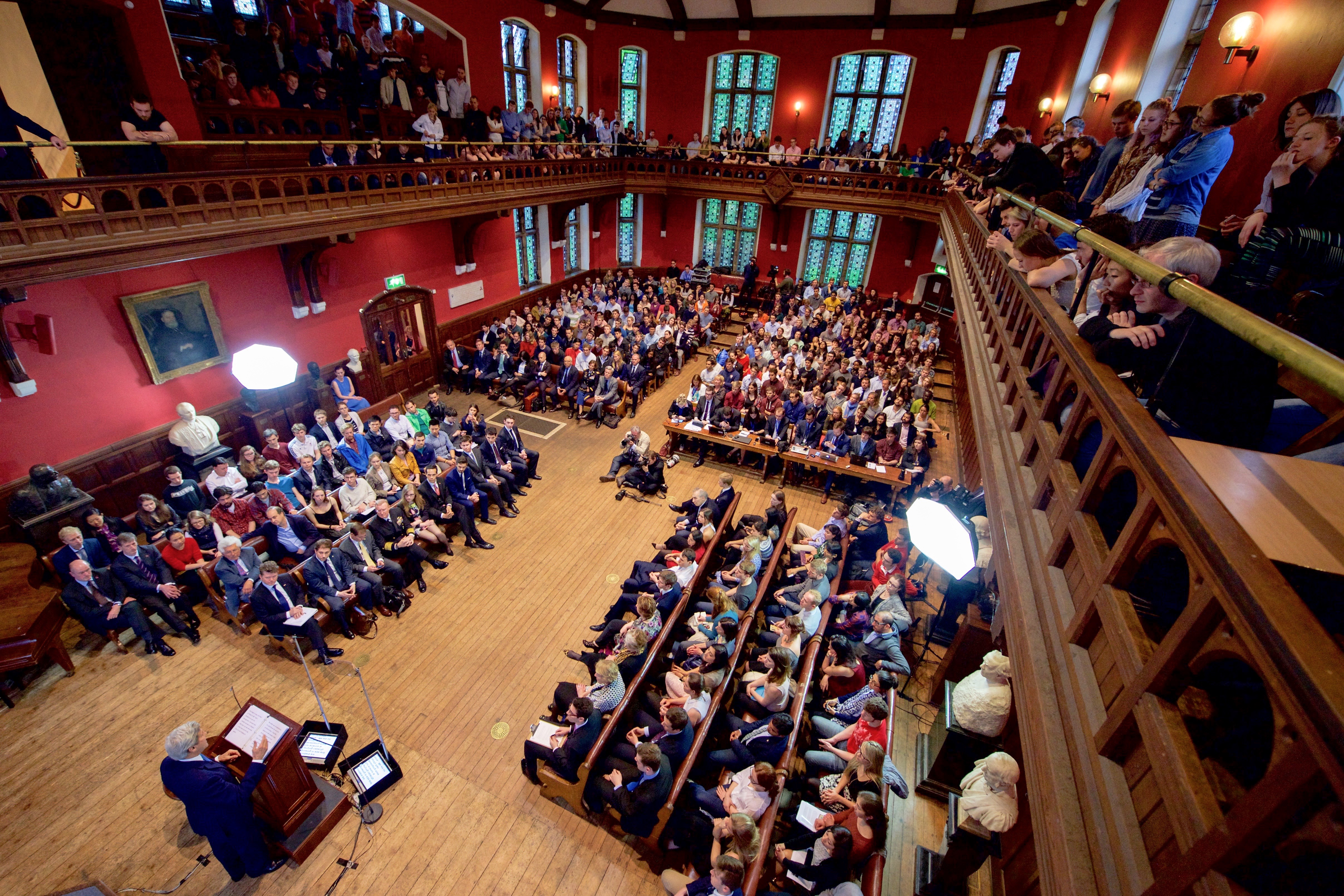
Das Diskussionsforum der Oxford Union

Sportturniere werden zwischen College-Teams gespielt und als Cuppers bezeichnet (der Begriff wird auch für einige nicht-sportliche Wettbewerbe verwendet). Darüber hinaus gibt es universitätsweite Teams, die auf einem höheren Niveau spielen. Ein besonderer Schwerpunkt liegt auf den jährlichen Turnieren gegen die University of Cambridge, deren bekanntes Boat Race, ein auf der Themse seit 1829 jährlich ausgetragenes Achterrennen, von bis zu 15 Millionen Fernsehzuschauern gesehen wird. Dies spiegelt die große Bedeutung des Ruderns für viele an der Universität wider. Viel Aufmerksamkeit wird den sogenannten interkollegialen Ruderregatten gewidmet, der Christ Church Regatta, den Torpids und den Summer Eights. Ein „blue“ ist eine Auszeichnung für diejenigen, die in bestimmten Sportarten auf der universitären Ebene antreten. Neben traditionellen Sportarten gibt es auch Teams für Aktivitäten wie Octopush und Quidditch.
Es gibt zwei wöchentlich erscheinende Studentenzeitungen in Oxford: die unabhängige Cherwell und The Oxford Student. Weitere Publikationen sind das Magazin Isis, das satirische Oxymoron und der Oxonian Review. Der Studentenradiosender ist Oxide Radio. Die meisten Colleges haben Kapellen-Chöre. Musik-, Theater- und andere Kunstvereinigungen existieren sowohl auf der College- als auch auf der universitätsweiten Ebene, wie zum Beispiel die Oxford University Dramatic Society und die Oxford Revue.
Die Oxford Union (nicht zu verwechseln mit der Oxford University Student Union) veranstaltet wöchentliche Debatten und Diskussionsforen mit namhaften Rednern. Der 1823 gegründete Debattierclub zählt zu den ältesten der Welt.

### Studentenvertretungen
Die Oxford University Student Union (OUSU) existiert, um Studenten bei Entscheidungen der Universität und in der nationalen Hochschulpolitik zu vertreten sowie, um ihnen Dienstleistungen bereitzustellen. Die OUSU selbst spiegelt auch den College-Charakter der Universität Oxford wider und ist sowohl eine Vereinigung von mehr als 21.000 einzelnen Studenten der Universität als auch der Dachverband der Common Rooms, welche die einzelnen Colleges repräsentieren. Zum OUSU-Exekutivkomitee gehören sechs vollzeitbeschäftigte Sabbatical-Officers, welche in der Regel im Jahr nach ihren Abschlussprüfungen tätig sind.
Die Bedeutung der Colleges ist so groß, dass für viele Studenten der College-JCR (Junior Common Room für Bachelor Studenten) oder der MCR (Middle Common Room für postgraduale Studenten) wichtiger ist als die OUSU. JCRs und MCRs haben jeweils ein Komitee, in dem ein Präsident und andere gewählte Studenten ihre Colleges vertreten. Darüber hinaus organisieren die Common Rooms Veranstaltungen und besitzen ein Budget, das sie nach ihrem Belieben ausgeben können. Die Common Rooms werden von den Colleges finanziert oder zum Beispiel durch von Studenten geführte Bars. Nicht alle Colleges verwenden die JCR/MCR-Struktur: Beispielsweise ist die gesamte Studentenbevölkerung des Wadham College in einem einzigen Common Room vertreten.

## Rezeption

### Rankings
| Quelle                                 | 2021 | 2020 | 2019 | 2018 | 2017 | 2016 | 2015 | 2014 | 2013 | 2012 | 2011 | 2010 | 2009 | 2008 | 2007 | 2006 | 2005 | 2004 | 2003 |
| -------------------------------------- | ---- | ---- | ---- | ---- | ---- | ---- | ---- | ---- | ---- | ---- | ---- | ---- | ---- | ---- | ---- | ---- | ---- | ---- | ---- |
| QS World University Rankings           | 5    | 4    | 5    | 6    | 6    | 6    | 5    | 6    |      | 5    |      |      |      |      |      |      |      |      |      |
| Times Higher Education                 | 1    | 1    | 1    | 1    | 1    | 2    | 3    | 2    | 2    | 4    | 6    |      |      |      |      |      |      |      |      |
| Academic Ranking of World Universities |      | 9    | 7    | 7    | 7    | 7    | 10   | 9    | 10   | 10   | 10   | 10   | 10   | 10   | 10   | 10   | 10   | 8    | 9    |

Die Universität Oxford gilt als eine der besten der Welt. In allen drei bekannten britischen Rankings liegt die Hochschule auf dem zweiten Platz – hinter der Universität Cambridge, wobei einzelne Fachgruppen die Spitze abbilden. In den führenden internationalen Rankings ist die Hochschule hervorragend platziert. Im Times Higher Education Ranking belegt die Hochschule Platz 1 weltweit, im QS World University Rankings sowie US News Best Global Universities Platz 4 beziehungsweise 5. Sie ist damit in allen drei globalen Rankings die beste europäische Universität. Im Academic Ranking of World Universities liegt die Hochschule auf Platz 9 und bildet hinter Cambridge die zweitbeste Hochschule Europas. Insbesondere die Geistes- und Gesellschaftswissenschaften bilden, noch vor den amerikanischen Eliteuniversitäten, die internationale Spitze.

### Vorwürfe der sexuellen Belästigung
Im Jahr 2015 reichten sechs Studenten durch die Anwältin für Sexualstrafrecht und Oxford-Absolventin Ann Olivarius eine Beschwerde gegen Oxford ein, welche die Times als „Epidemie“ sexuellen Fehlverhaltens bezeichnete. Oxford wurde auch beschuldigt, Vertraulichkeitsvereinbarungen verwendet zu haben, um Studenten, die sexuelle Belästigung meldeten, zum Schweigen zu bringen. Im Jahr 2020 wurde berichtet, dass in Oxford Meldungen sexueller Gewalt und Belästigung um das 15fache zugenommen hätten.

## Persönlichkeiten
Die Universität hat eine stattliche Anzahl von Berühmtheiten hervorgebracht. 30 britische Premierminister haben Oxford besucht, darunter Margaret Thatcher, Tony Blair, David Cameron, Theresa May, Boris Johnson, Liz Truss, Rishi Sunak und Keir Starmer. Von allen Premierministern der Nachkriegszeit wurde nur Gordon Brown an einer anderen Universität als Oxford (der University of Edinburgh) ausgebildet, während James Callaghan und John Major nie eine Universität besuchten. Über 100 Oxford-Alumni wurden 2010 in das House of Commons gewählt. Dazu gehören auch zahlreiche Mitglieder des Kabinetts und des Schattenkabinetts. Zusätzlich sitzen über 140 Oxforder im House of Lords.
Mindestens 30 internationale Staatsoberhäupter wurden in Oxford ausgebildet. Darunter zahlreiche Monarchen, fünf australische Premierminister (John Gorton, Malcolm Fraser, Bob Hawke, Tony Abbott und Malcolm Turnbull), sechs pakistanische Premierminister (Liaquat Ali Khan, Huseyn Shaheed Suhrawardy, Feroz Khan Noon, Zulfiqar Ali Bhutto, Benazir Bhutto und Imran Khan), zwei kanadische Premierminister (Lester B. Pearson und John Turner) und zwei indische Premierminister (Manmohan Singh und Indira Gandhi). Zu den deutschen Politikern, welche in Oxford studiert haben, gehört der ehemalige Bundespräsident der Bundesrepublik Deutschland, Richard von Weizsäcker. Der ehemalige Präsident des deutschen Bundestages, Norbert Lammert, verbrachte ein Semester in Oxford.
Die Universität brachte auch 55 Nobelpreisträger hervor. Dazu gehören elf Nobelpreisträger für Chemie, fünf für Physik und sechzehn für Medizin. Außerdem kann die Universität zwölf Heilige (drei werden nur von der Katholischen, nicht aber von der Anglikanischen Kirche anerkannt), 86 Erzbischöfe und 19 Kardinäle unter ihren Alumni aufweisen.

Bemerkenswerte Alumni der Universität Oxford beinhalten:
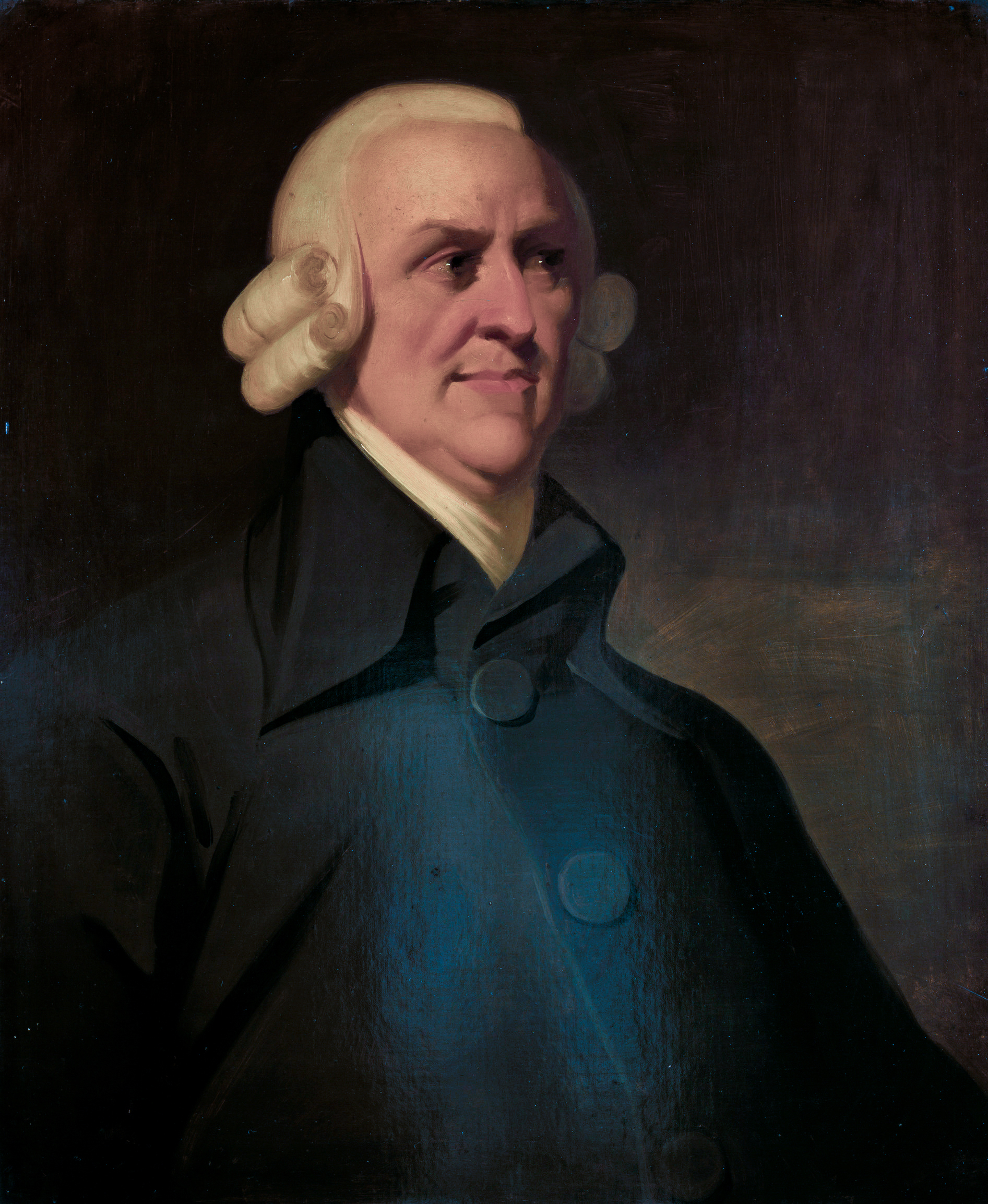
Adam Smith, schottischer Moralphilosoph und Aufklärer
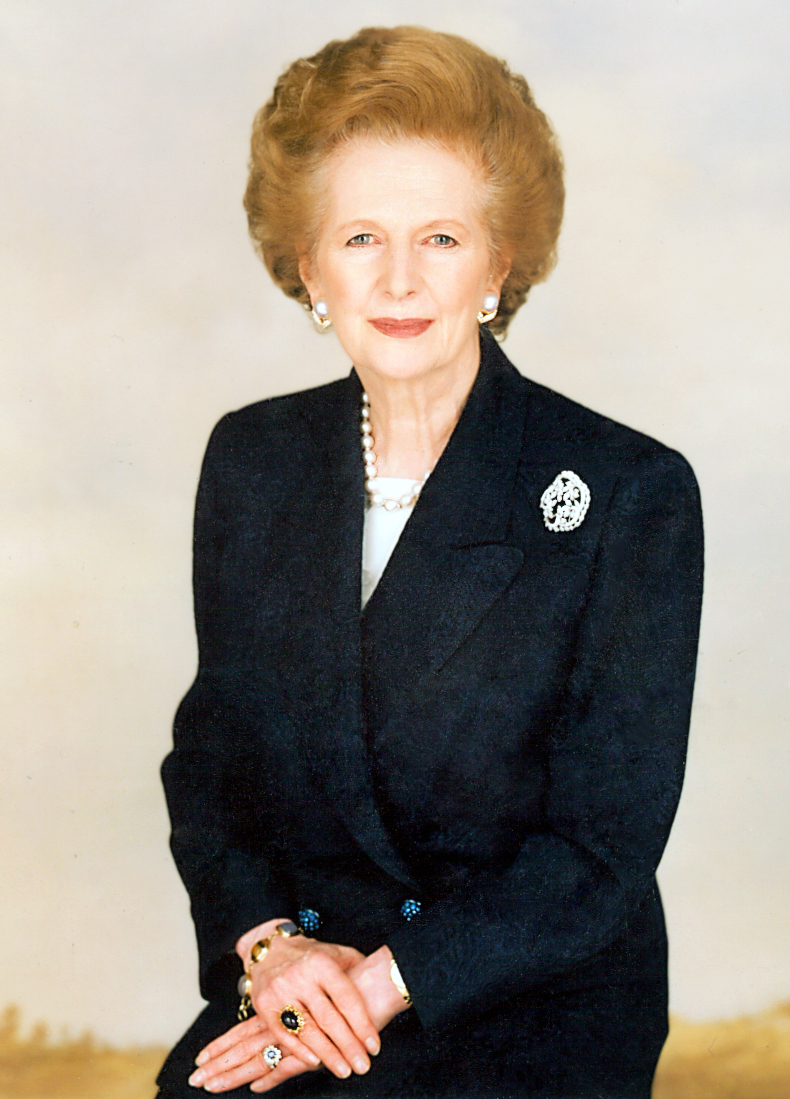
Margaret Thatcher, Premierministerin des Vereinigten Königreichs (1979–1990)
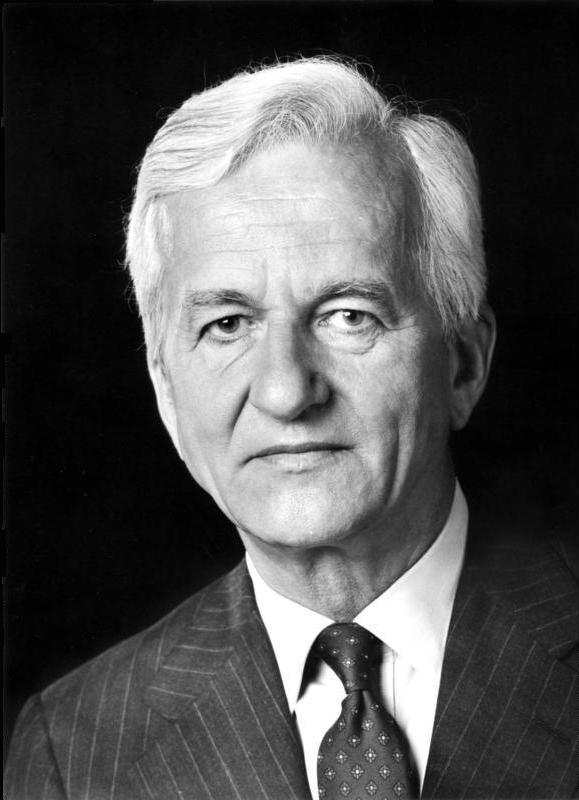
Richard von Weizsäcker, Bundespräsident der Bundesrepublik Deutschland (1984–1994)
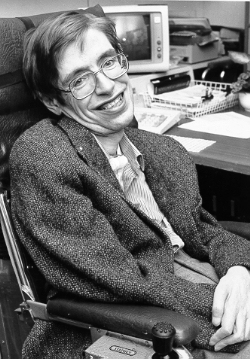
Stephen Hawking, britischer theoretischer Physiker, Kosmologe und Autor
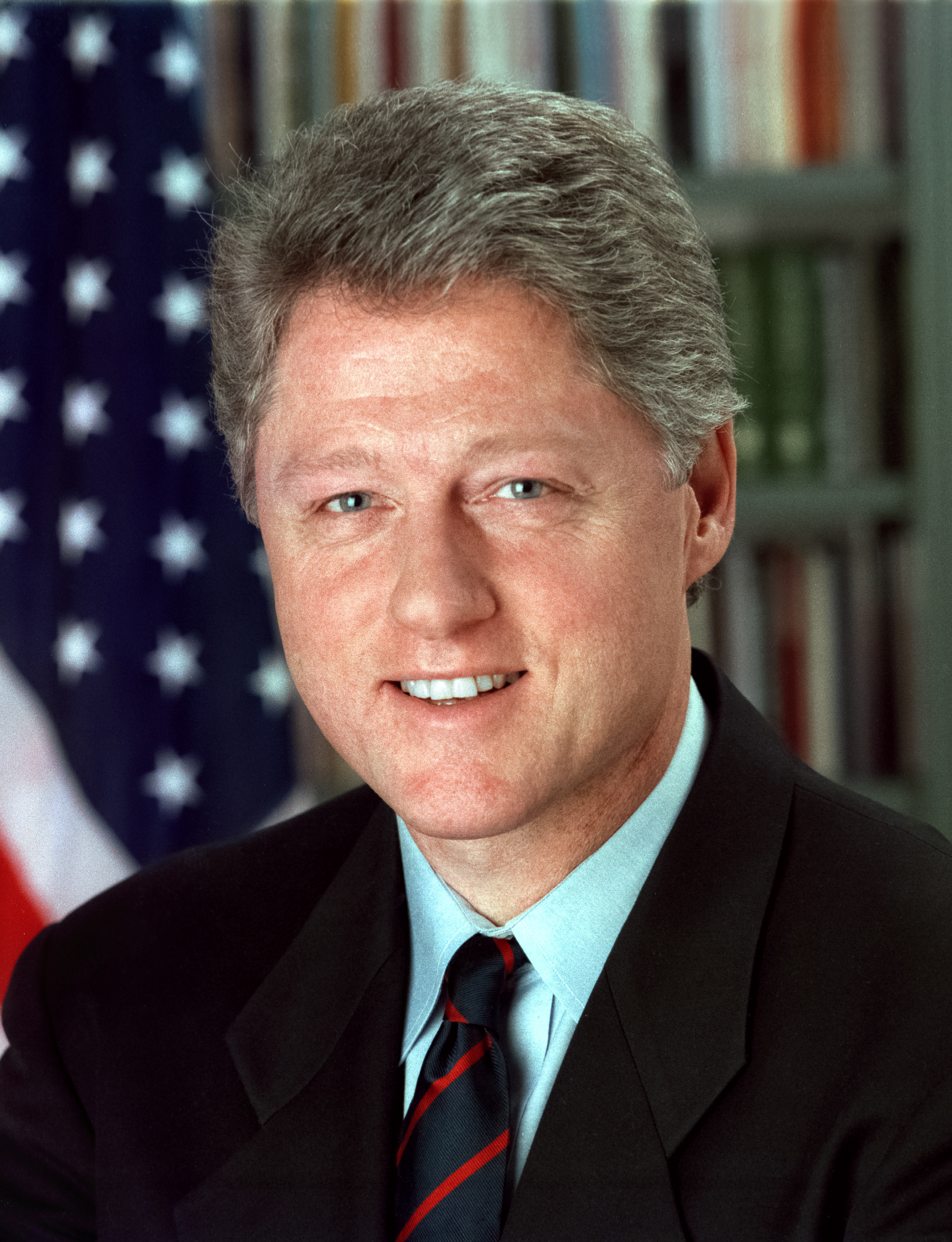
Bill Clinton, 42. Präsident der Vereinigten Staaten von Amerika (1993–2001)
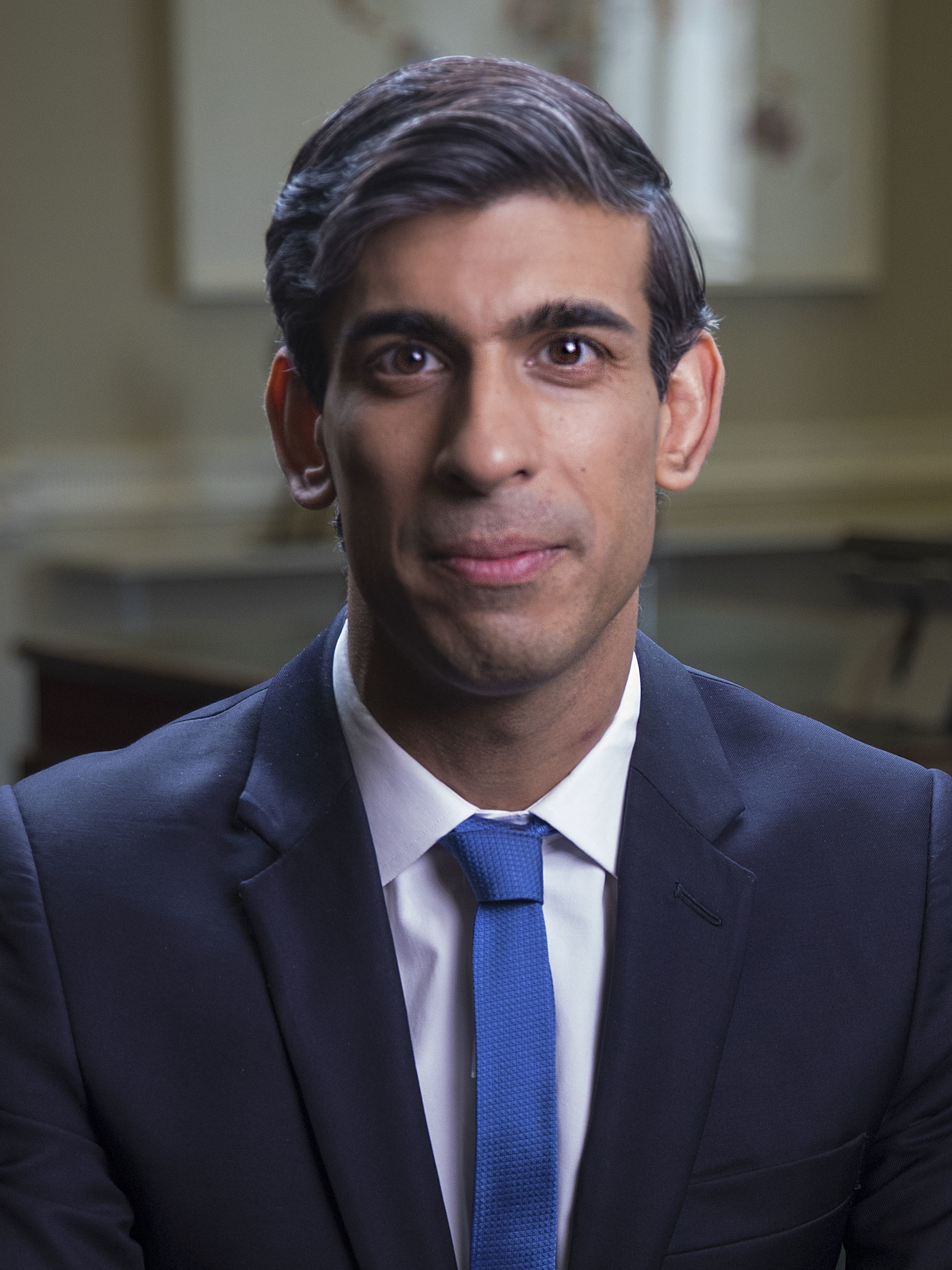
Rishi Sunak, Premierminister des Vereinigten Königreichs (2022–2024)
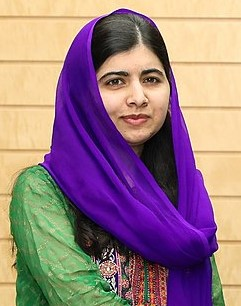
Malala Yousafzai, pakistanische Bloggerin und Kinderrechtsaktivistin

## Sonstiges
- Oxfords Schutzpatronin ist die heilige Frideswida.
- Die Fußballmannschaft von Oxford stand viermal im Finale des FA Cup. 1874 gelang ihr als einziger „echter“ Universitätsmannschaft mit einem 2:0-Sieg gegen die Royal Engineers der Pokalsieg in diesem prestigeträchtigen Wettbewerb.
- Die Universität von Oxford wird als „Hogwarts“ für die Harry-Potter-Reihe genutzt, allerdings meist für den inneren Teil von „Hogwarts“, da sich das fiktive Schloss aus vielen Schlössern in ganz Großbritannien zusammensetzt. Hauptbestandteil ist dennoch die Universität von Oxford.
- 2005 fand die Gedächtnisweltmeisterschaft in der Universität von Oxford statt.
- Das ehemalige Eishockeyteam der University of Oxford gewann 4-mal den Spengler Cup in der Schweiz.